# Biserica Sfântul Ioan Nepomuk din Suceava

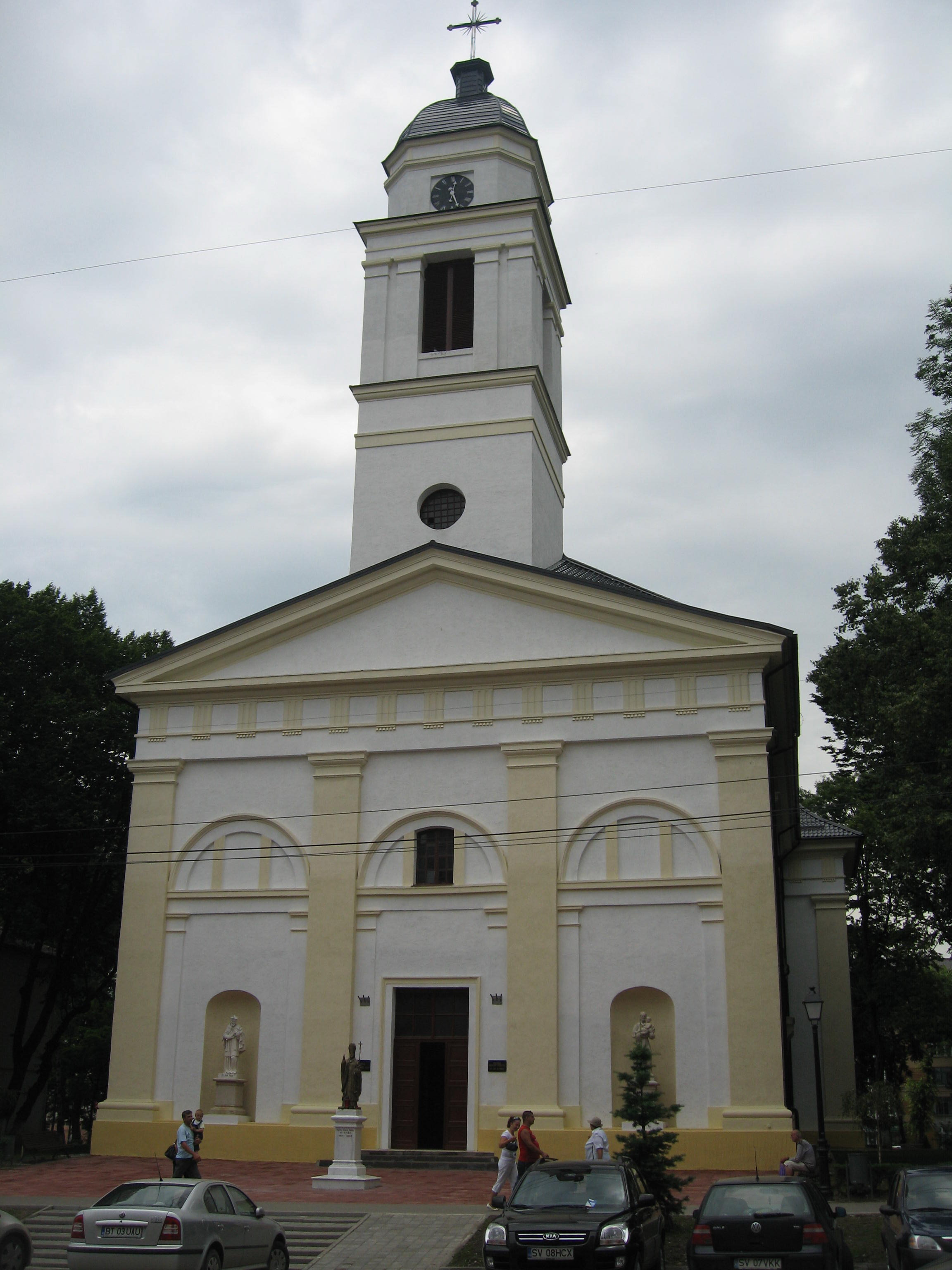
Biserica romano-catolică Sfântul Ioan Nepomuk din Suceava

Biserica „Sfântul Ioan Nepomuk” din Suceava este o biserică romano-catolică construită în anii 1820-1822 sau, după alte surse, în 1832-1836, în municipiul Suceava. Ea se află situată în centrul orașului, pe Strada Ștefan cel Mare, vizavi de Palatul Administrativ (sediul Consiliului Județean și al Prefecturii județului Suceava). Edificiul religios este mărginit pe trei laturi de parcul central al orașului, în prezent denumit Parcul Profesor Ioan Nemeș.

## Comunitatea catolică din Suceava

### Comunitatea medievală
Prima menționare a unei comunități catolice la Suceava are loc în relatarea din anul 1599 a episcopului Bernardino Quirini. El a găsit acolo 30 de familii catolice, cu 153 credincioși și vreo 2.000 soldați polonezi și unguri la curtea domnească. Aceștia se rugau în două biserici, dar episcopul nu spune unde erau amplasate acestea.  Un misionar catolic italian nota într-un raport anonim întocmit în 1606 că "în același oraș (Suceava n.n.) se găsesc două biserici romano-catolice, clădite, de asemenea, de zid". 
În octombrie 1641, vizitatorul apostolic Petru Bogdan Baksič a efectuat o vizită la comunitățile catolice din Moldova. El a relatat că în fosta capitală a țării, Suceava, erau doar 50 de catolici , menționând că numărul lor este în descreștere. Același episcop precizează că biserica romano-catolică "Sfânta Treime" era amplasată în oraș, lungă de 27 de pași, "belissima", cu trei altare, iar cealaltă era în cetate, la curtea domnească, mare de 23 x 10 pași, dar nu era folosită. Scăderea numărului catolicilor din Suceava s-a datorat mai multor cauze, printre care mutarea capitalei Moldovei de la Suceava la Iași, lipsa de preoți, precum și a războaielor și jafurilor care s-au abătut asupra Moldovei în anii următori. 
În perioada 19 octombrie 1646 - 20 ianuarie 1647, Marco Bandini, arhiepiscop de Marcianopolis și administrator apostolic al Diecezei de Bacău, a vizitat principalele comunități catolice din Moldova. În urma vizitei, el a redactat un raport intitulat "Codex" (Visitatio generalis omnium ecclesiarum catholicarum romani ritus in Provincia Moldaviae), pe care l-a terminat de redactat la Bacău la 2 martie 1648 și în care descrie toate locurile pe unde a trecut.  El a ajuns la Suceava la 10 decembrie 1646, când în târg era o epidemie de ciumă. Comunitatea catolică din Suceava era în proces de asimilare, fiind formată din numai 25 de credincioși sași, "cu copii cu tot", deși Bandini a aflat că "odinioară erau în număr de peste 8.000". În raport se mai specifică următoarele: "Există încă două biserici catolice de piatră; odinioară erau mai multe; pe una, părăsită, aflată în grădina principelui, acesta a vrut s-o dărâme, dacă mitropolitul său nu l-ar fi sfătuit să se oprească, ca nu cumva, după exemplul lui, regele polon să facă același lucru, în regatul său, cu bisericile ortodoxe". În oraș mai era și o altă biserică, spre nord de curtea domnească; aceasta fusese renovată în anul 1638 și avea trei altare. Ea dispunea de o casă parohială și un cimitir înconjurat cu bârne. 
În anul 1661, viceprefectul Blasiu Koicsewicz face alte vizite în satele catolice din Moldova, notând că în Suceava "sunt 30 de suflete; biserica are zece vii. Cotnărenii mânuiesc acest venit. Acum opt ani a murit un oarecare domn Gheorghe Wolff care ținea acest vii. (...) Monseniorul episcop a pus aici un preot, dar pentru că nu au voit să-i dea întreținerea trebuitoare, a plecat de acolo."  Într-un alt răspuns din 26 august 1671 la un chestionar al congregației De Propaganda Fide, intitulat "Despre misiunea din Moldova", același misionar menționa că la Suceava era o biserică de piatră cu hramul "Corpus Domini", la care slujea preotul Grigore Gross (1635-1676), originar din Baia. Biserica avea în patrimoniu un clopot și un clopoțel de altar. 
Într-un raport din 1682, minoritul conventual Antonio Angelini din Campi menționa că biserica dispunea de 10 vii, care erau administrate de mirenii din Cotnari. În oraș erau un singur catolic , iar la biserica din oraș slujea preotul din Baia.

### După anexarea Bucovinei (1775)
În anul 1775, ca urmare a atitudinii de neutralitate pe care a avut-o în timpul conflictului militar dintre Turcia și Rusia (1768-1774), Imperiul Habsburgic (Austria de astăzi) a primit o parte din teritoriul Moldovei de nord. Regiunea aceasta este bogată în fagi, de aici provenind și denumirea de Bucovina (Țara Fagilor) pe care i-au dat-o austriecii. 
Ocupanții de atunci au trimis în Bucovina diverși angajați ai statului: funcționari și muncitori din Boemia, Moravia și Slovacia și care s-au stabilit aici. Marea majoritate a acestor coloniști era de religie romano-catolică. În acea perioadă, în orașul Suceava nu existau decât 8 biserici ortodoxe și 3 biserici armenești, dar nici o biserică romano-catolică.
În aceste condiții, preotul romano-catolic din Suceava a trimis o petiție Mitropoliei din Iași în care a făcut propunerea ca una dintre bisericile ortodoxe să fie cedată comunității de cult romano-catolice. De asemenea, a făcut o petiție și către alte autorități, printre care și la împăratul Iosif al II-lea (1780-1790), care era de religie romano-catolică.
Ca urmare a cererii repetate a credincioșilor catolici de a li se pune la dispoziție o biserică unde să se poată ruga, împăratul Iosif al II-lea și-a dat acordul și în anul 1780 Biserica Învierea Domnului a fost cedată comunității romano-catolice din Suceava. Începând din anul 1782, biserica a fost amenajată pentru trebuințele cultului catolic. Astfel s-au efectuat următoarele modificări : 
- în colțul de la altar s-a adăugat o sacristie - încăpere specială pentru păstrarea obiectelor de cult, caracteristică bisericilor catolice;
- în pronaos s-a construit un cafas larg sprijinit pe coloane pentru adăpostirea orgii;
- s-au lărgit și înălțat în mod considerabil ferestrele de la altar și cele de la naos, îndepărtându-se fostele cadre de piatră sculptată;
- s-a redus numărul celor patru ferestre din pronaos la câte una pe fiecare perete, celelalte două fiind acoperite cu tencuială;
- deasupra Sfintei Mese din altar s-a construit un baldachin pe patru coloane;
- portalul de la intrare cu linii gotice în arc frânt a fost înlocuit cu o ușă simplă, în cadre dreptunghiulare;
- a fost demolat peretele despărțitor dintre pronaos și naos.

La acea vreme, credincioșii romano-catolici nu aveau un preot permanent. Ei erau asistați religios de către preoți militari, care erau numai trei la număr. Aceștia ajungeau destul de rar în Suceava, întrucât trebuiau să țină servicii religioase și în alte localități: Gura Humorului, Vatra Dornei, Borșa, Sighet, Colomeea, Sniatin, Cernăuți și Siret.
Prin Decretul Sfântului Scaun din 11 aprilie 1796, parohiile romano-catolice din Bucovina au fost scoase de sub jurisdicția Episcopiei de Bacău și încorporată în Arhiepiscopia de rit latin din Lemberg.

## Istoricul bisericii

### Începuturi
La cererea credincioșilor din Bucovina, prin decretul imperial nr. 16866 din 11 noiembrie 1811, emis la Viena de împăratul Francisc I (1792-1835), au fost înființate cinci parohii: Siret, Suceava, Sadagura, Istensegíts (Țibeni) și Andrásfalva (Măneuți)  . Alți autori au vehiculat, în mod greșit, afirmația că anul înființării Parohiei Romano-Catolice din Suceava ar fi fost 1786 (pr. paroh Dumitru Patrașcu)  sau 1787 (Franz Wiszniowski) . 
Primul preot romano-catolic care a fost numit ca paroh la Suceava a fost pr. Franz (Francisc) Stieber, născut în Moravia și provenit din Dieceza de Leitmeritz (Moravia). Parohul a găsit în Suceava, prin 1816, un număr însemnat de credincioși și a fost entuziasmat de participarea numeroasă a catolicilor la slujbele religioase. Deoarece condițiile de celebrare a slujbelor religioase erau precare, preotul Franz (Francisc) Stieber s-a adresat episcopului catolic Vinzenz Eduard Milde de Leitmeritz (din Moravia) pentru a obține un ajutor financiar pentru construirea unei biserici romano-catolice corespunzătoare numărului credincioșilor din Suceava. Parohul a primit o scrisoare de recomandare către prințul-arhiepiscop al Vienei; administrația arhiepiscopală vieneză i-a trimis proiectul de construcție, precum și sumele de bani necesare pentru construcția bisericii actuale din Suceava.

Biserica romano-catolică din Suceava a fost construită în perioada 1820-1822  sau, după alte surse, în anii 1832-1836, în parcul central al orașului . Lăcașul de cult a fost sfințit în iunie 1836 de arhiepiscopul de Lemberg, Franz de Paula Pistek (1835-1846), și închinat Sfântului Ioan Nepomuk, un sfânt din Boemia.  Catolicii altor rituri care au contribuit la construirea bisericii au primit fiecare câte un altar propriu în biserică. Johannes Welflin von Nepomuk (c. 1345-1393) a fost vicar de Praga, fiind schingiuit și omorât din ordinul regelui Wenceslau al Boemiei. El a fost aruncat în râul Vltava de pe „Podul Carol” din Praga, deoarece a respectat sacramentul spovedaniei, refuzând să-i divulge regelui păcatele spovedite lui de regină. El a fost canonizat în anul 1729 de Papa Benedict al XIII-lea (1724-1730) și s-a stabilit ziua de 16 mai ca dată a sărbătoririi cultului său. 
La început, în Ducatul Bucovinei exista un singur decanat, cu sediul la Cernăuți. Ca urmare a dezvoltării comunităților catolice din Bucovina, prin dispoziția nr. 1978 din 8 iunie 1828, Înaltul Consistoriu mitropolitan din Lemberg a înființat un vicedecanat la Suceava, numind în această funcție pe parohul din Suceava, pr. Franz Stüber. Acest vicedecanat a fost transformat în decanat în anul 1847, parohii de Suceava îndeplinind o lungă perioafdă (până la instaurarea regimului comunist) și funcția de decan de Suceava. 
Biserica a fost construită în stil baroc, cu influențe clasiciste. Ea este voluminoasă și cuprinde trei nave flancate de nișe înalte și adânci ale căror arcuri de capăt formează ferestre în zid. În biserica nouă s-a rezervat un altar special pentru armenii catolici, iar fosta biserică a rămas pentru rutenii greco-catolici. 
În turnul clopotniță al bisericii a fost instalat un orologiu de mari dimensiuni cu destinație publică, primul orologiu cu destinație publică din oraș.  Primarul Winiarski al orașului Suceava a făcut o comandă fabricantului de ceasuri Wilhelm Stiehl din Viena pentru confecționarea unui orologiu de turn, de cea mai mare clasă, cu mecanismul roților de alamă și a trimis antecalculația cheltuielilor la 10 octombrie 1836. S-a plătit la 5 iunie 1837, prin casa de comerț Mathias & Beck, suma de 100 de florini, fabricantul angajându-se să termine lucrarea cel mai târziu până la 15 iulie 1837, după cum stă scris într-o chitanță aflată în Arhivele orașului Suceava (fond Primăria Orașului, dosar 13/1833, f. 5.).  Orologiul a fost instalat în turnul bisericii în anul 1841, după unele surse, sau în anul 1846, după alte surse. 
În două nișe aflate în partea stângă și dreaptă a intrării în biserică au fost amplasate două statui: Statuia Sf. Ioan Nepomuk, realizată de C. Hofman din Cernăuți, și Statuia Sf. Caietan, donată de Kajetan Theodorowicz în 1861 (după cum este scris pe soclul ei: "Gewidmet von Kajetan THEODOROWICZ 1861"). 

### Lucrări de renovare

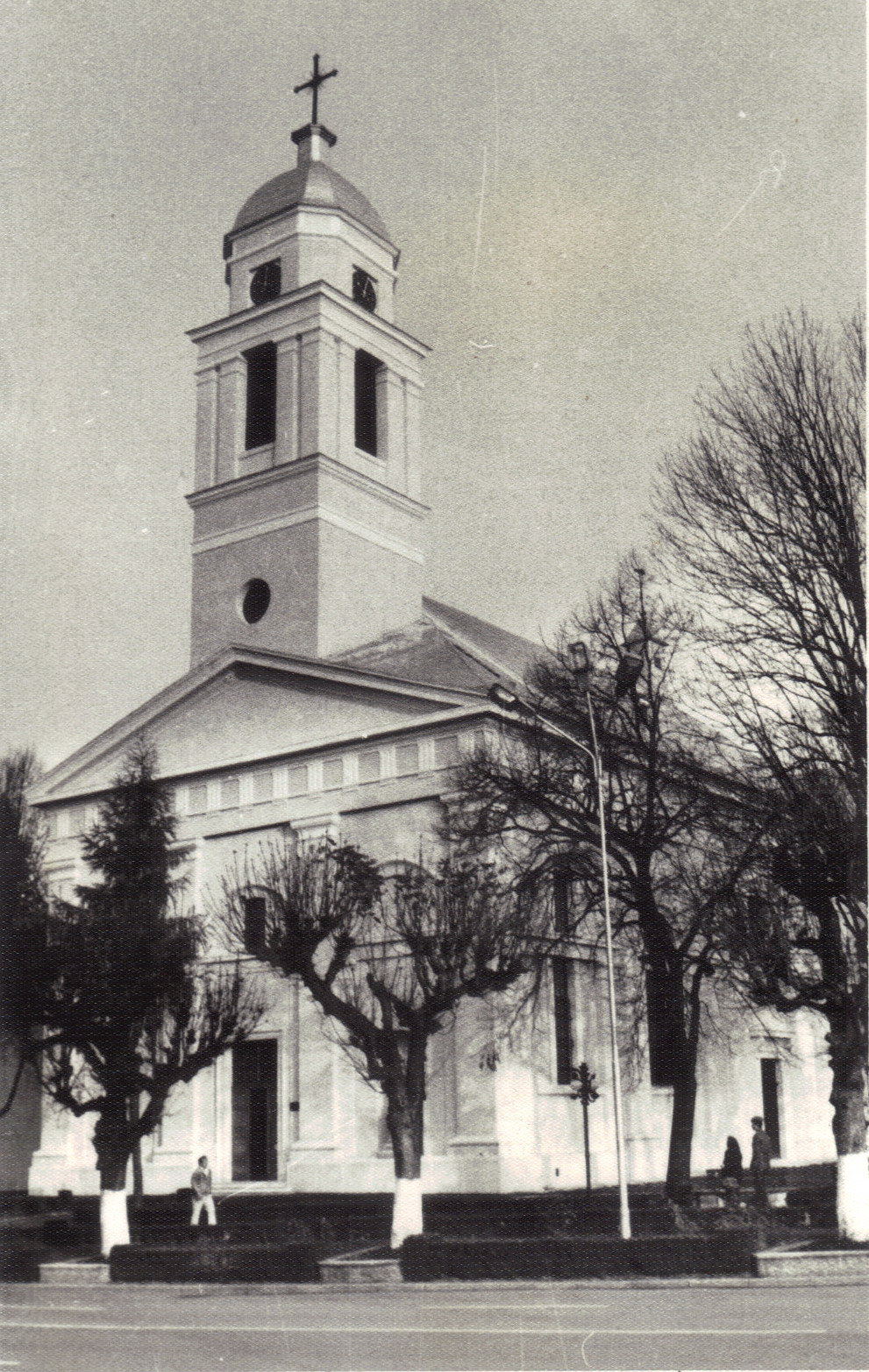
Biserica romano-catolică din Suceava în anul 1990

Biserica a fost renovată în anul 1871, cu acest prilej fiind instalată orga care mai funcționează și astăzi.  Noi lucrări de renovare s-au executat în anii 1894 , 1935 și 1980. 
În anul 1930, populația orașului Suceava era de 17.028 locuitori, dintre care 10.440 români (61,31%), 3.522 evrei (20,68%), 2.009 germani (11,79%), 433 polonezi (2,54%), 207 ruși, 173 ruteni, 85 armeni, 57 unguri, 42 țigani, 17 bulgari, 14 cehi și slovaci, 9 găgăuzi, 1 grec, 1 sârb, croat sau sloven, 7 de alte neamuri și 11 de etnie nedeclarată.  După religie, locuitorii orașului erau grupați astfel: 10.314 ortodocși (60,57%), 3.533 mozaici (20,74%), 2.173 romano-catolici (12,76%), 388 greco-catolici (2,27%), 310 evanghelici (luterani) (1,82%), 130 baptiști, 92 armeno-gregorieni, 5 armeno-catolici, 3 reformați (calvini), 2 unitarieni, 2 adventiști, 28 fără religie (liber-cugetători), 19 de alte religii și secte și 29 de religie nedeclarată. 
În anul 1940, Parohia Suceava avea în îngrijire spirituală un număr de aproape 6.000 de credincioși romano-catolici. Ca urmare a încheierii Tratatului româno-german prin care locuitorilor germani ai României li se permitea să emigreze în Germania, majoritatea catolicilor de etnie germană au plecat în 1940 din Suceava. După plecarea etnicilor germani, în grija Parohiei Suceava au mai rămas doar 200 de familii. În perioada regimului comunist, numărul credincioșilor a sporit prin stabilirea în oraș a muncitorilor catolici veniți la centrele industriale înființate în zonă. 

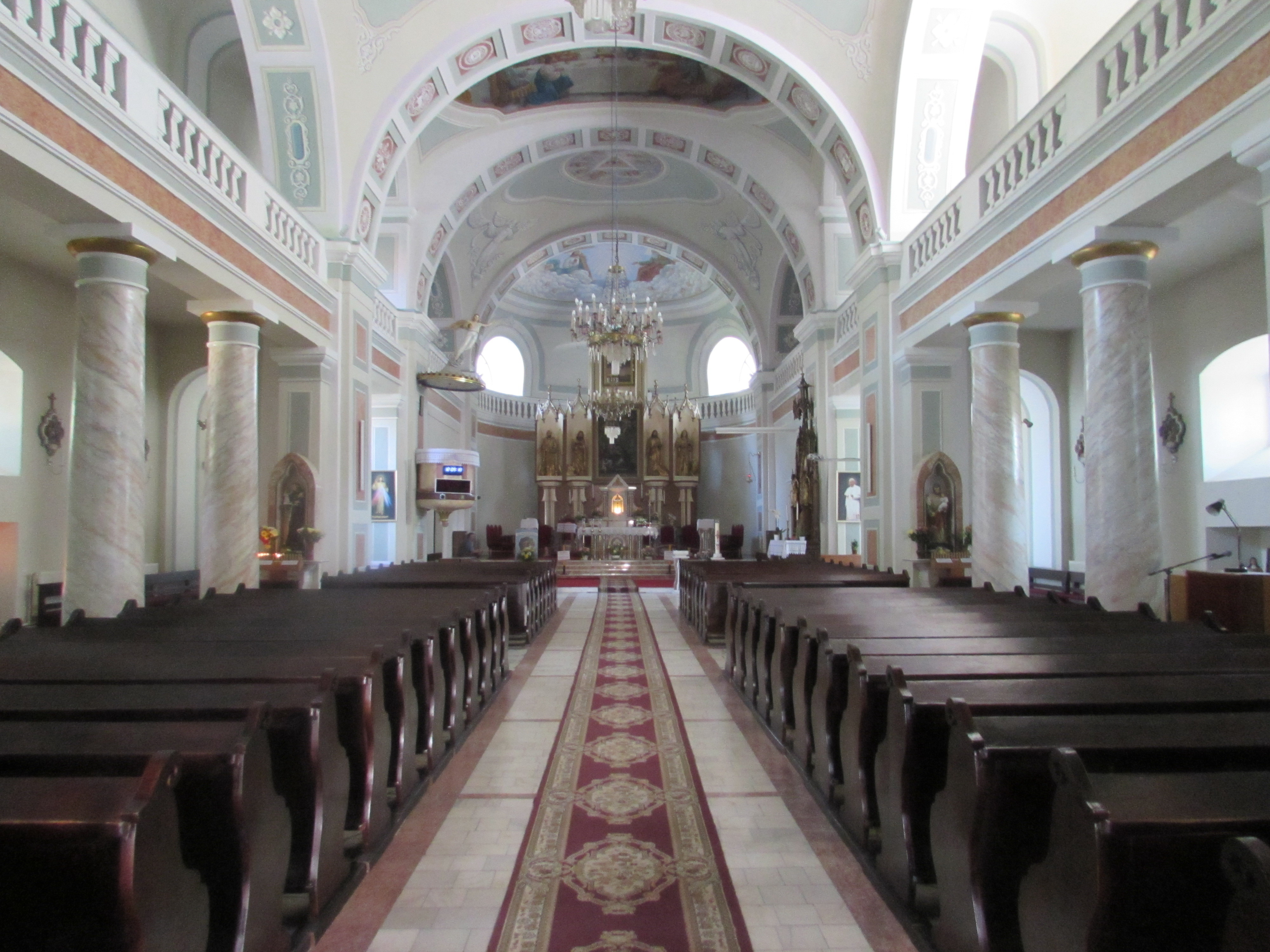
Interiorul bisericii (naosul și altarul)

Majoritatea catolicilor de etnie germană au plecat din Suceava, în anul 1940 rămânând doar 200 de familii. Astăzi, sunt peste 1.600 de catolici: germani, polonezi și români. În cei 200 de ani au slujit zece parohi. 
Parohul Johann Proschinger (1967-1990) a inițiat o serie de lucrări importante de reparații și de modernizare a lăcașului de cult. Astfel, în 1973 a fost introdusă încălzirea centrală și în 1974 apa și instalațiile sanitare. În 1975 a fost înlocuită pardoseala din plăci de piatră cu o pardoseală din mozaic roman și a fost refăcut prezbiteriul. Interiorul bisericii a fost renovat în 1980 de către Candit Sava și Romi Loghin, după cum atestă o inscripție pictată în colțul de nord-vest al lăcașului de cult ("RENOVAT în anul 1980. CANDIT SAVA ROMI LOGHIN").
Din cauza faptului că autoritățile laice din vremea regimului comunist nu acordau autorizații de construcție pentru biserici, pr. Johann Proschinger a făcut în 1981 o cerere doar pentru construirea unei capele în cimitirul catolic din Bulai. Primind autorizația de construcție, el a cumpărat materiale pentru construcția capelei cu fondurile parohiei din Suceava, precum și din donațiile celor ce îl cinstesc pe Sf. Anton de Padova. În perioada 1982-1984, a fost construită o capelă cu hramul Sf. Maximilian Maria Kolbe în cimitirul din Bulai. Slujba de sfințire a capelei a fost celebrată la 7 august 1984 de către Mons. Petru Gherghel, "ordinarius ad nutum Sanctae Sedis cum munere administratoris apostolicis" al Episcopiei Romano-Catolice de Iași și viitor episcop de Iași. 
În anul 1994, Parohia Suceava avea în grija sa spirituală un număr de 996 de familii cu 2.512 de suflete: români, poloni, nemți, armeni, ucraineni. Parohia Suceava avea în acel timp trei filiale cu biserici (Ițcani - cu Biserica "Sf. Elisabeta a Ungariei" din 1902, Mitocu Dragomirnei - cu Biserica "Înălțarea Sfintei Cruci" din 1894 și Moara - cu Biserica "Sf. Maximilian Maria Kolbe" din 1984) și cinci fără biserici (Mihoveni, Frumoasa, Ipotești, Lisaura și Sfântu Ilie).  Biserica filială din Bulai-Moara a primit la 1 iulie 1995, prin decret episcopal, statutul de parohie.

### Biserica în secolul al XXI-lea
În timpul păstoririi pr. Ștefan Babiaș (2006-2010), s-a renovat biserica în exterior și s-a refăcut altarul. Urma să se refacă altarele laterale și picturile, consacrarea altarului fiind fixată pentru 9 mai 2010. Totuși, în dimineața zilei de duminică, 21 martie 2010, înainte de a celebra liturghia în limba polonă din biserica din Suceava, părintelui Babiaș i s-a făcut rău în sacristie și a făcut stop cardio-respirator, murind la ora 8.30, după ce s-a încercat zadarnic resuscitarea sa. 

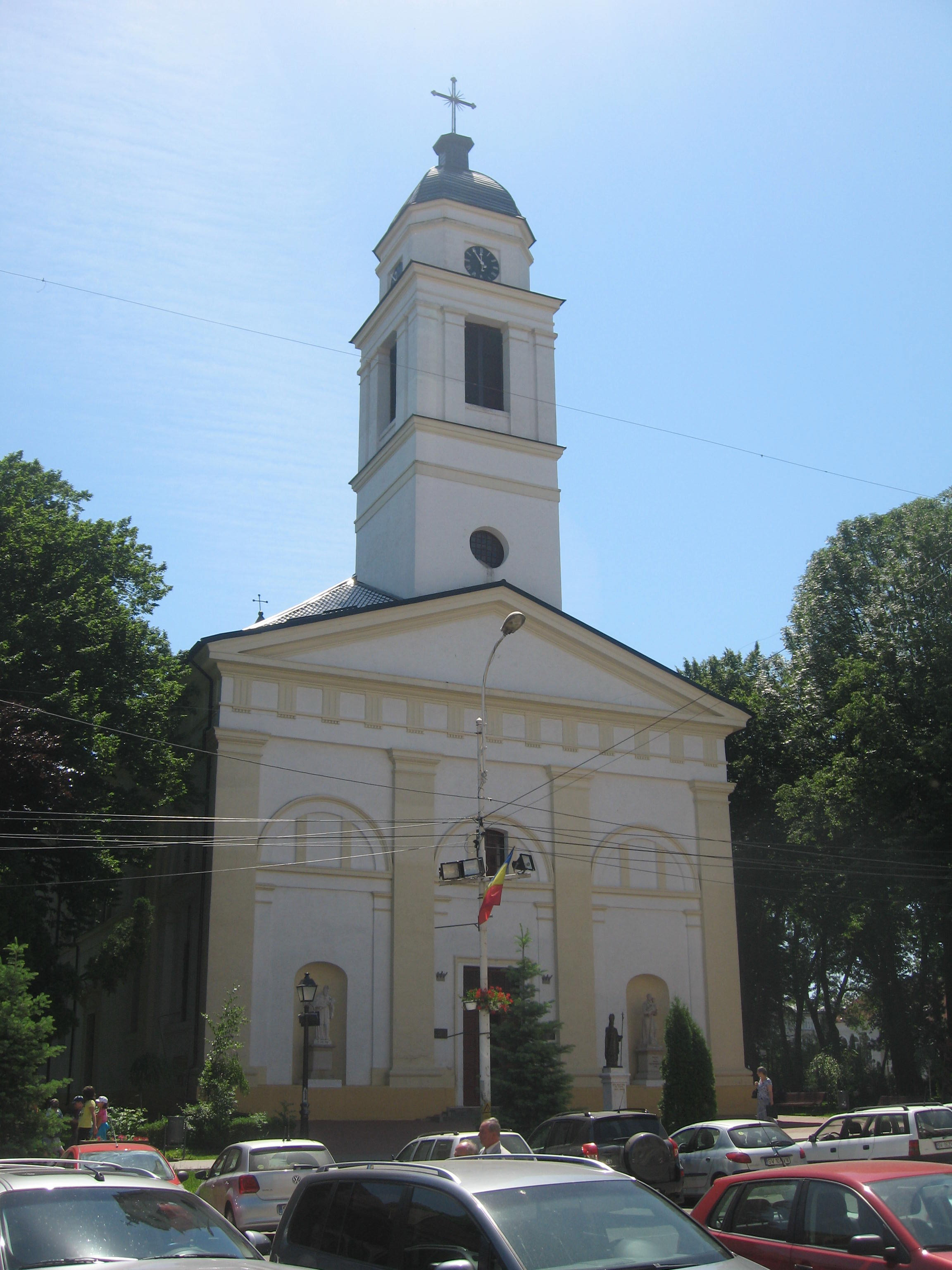
Biserica Sfântul Ioan Nepomuk

Prin decretul episcopal nr. 712 din 1 mai 2010, pr. Iosif Păuleț (paroh emerit de Rădăuți) a fost numit ca paroh de Suceava și decan de Bucovina, luându-se în considerație disponibilitatea, prudența și experiența sa, așa cum este menționat în document. Exercitarea acestui oficiu de către pr. Iosif Doboș a început cu ziua de 1 mai 2010. În prezența pr. Isidor Mocanu, poenitentiarius magnus al Episcopiei Romano-Catolice de Iași, duminică, 2 mai 2010, în cadrul sfintei Liturghii comunitare, a avut loc luarea în posesie a mandatului încredințat “usque ad beneplacitum”, așa cum se stipulează în document, adică până la noi dispoziții. 
În duminica de 16 mai 2010, de sărbătoarea hramului, a avut loc consacrarea altarului principal și sfințirea altarelor laterale ale bisericii, care au fost refăcute și înfrumusețate la inițiativa pr. Ștefan Babiaș. După sfintele Liturghii în limbile germană și polonă (celebrate de pr. prof. dr. Lucian Farcaș și pr. Marius Bucevschi), a urmat sfânta Liturghie pontificală de hram la care, alături de Aurel Percă (episcop auxiliar de Iași), au concelebrat preoți din toate parohiile din Decanatul de Bucovina. A participat cu acest prilej și primarul Ioan Lungu al Sucevei.  Au fost amplasate pe stâlpii bisericii două plăci memoriale în memoria foștilor parohi Dumitru Patrașcu și Ștefan Babiaș.
Prin decretul episcopal nr. 1358 din 10 august 2010, semnat de episcopul Petru Gherghel, pr. Iosif Păuleț (paroh de Onești și decan de Trotuș) a fost transferat ca paroh de Suceava începând cu data de 1 septembrie 2010. El a fost instalat paroh al comunității din Suceava, duminică, 12 septembrie 2010, de către Aurel Percă, episcop auxiliar de Iași.  Preotul Păuleț a fost numit de episcop la 1 octombrie 2010 ca decan de Bucovina.
La 11 decembrie 2011, comunitatea romano-catolică din Suceava a sărbătorit, în cadru restrâns, bicentenarul înființării parohiei. La liturghia festivă oficiată cu acel prilej au participat credincioșii din Parohia Suceava, cu filialele Ițcani și Mihoveni, precum și o parte din credincioșii din Parohia Moara, care au aparținut de Suceava. Liturghia a fost celebrată de preoții din Parohia Suceava (pr. paroh Iosif Păuleț, pr. vicar Cristinel Gal și pr. pensionar Johann Proschinger), fiind prezent și pr. Iosif Doboș, fost paroh de Suceava. La finalul sărbătorii, s-a cântat "Dumnezeule Preasfânt", potrivit tradiției bucovinene, în trei limbi (germană, polonă și română), iar corul tineretului a susținut un concert de colinde. Parohia Suceava avea în îngrijire spirituală circa 750 de familii, cu 1.630 de credincioși.
În prezent, Biserica Sfântul Ioan Nepomuk din Suceava are patru filiale, una cu biserică (Ițcani - cu Biserica "Sf. Elisabeta a Ungariei" din 1902) și trei fără biserică (Ipotești, Lisaura și Mihoveni). În biserică se oficiază liturghii în limbile română, germană și polonă.

## Descrierea bisericii

### Plăci memoriale

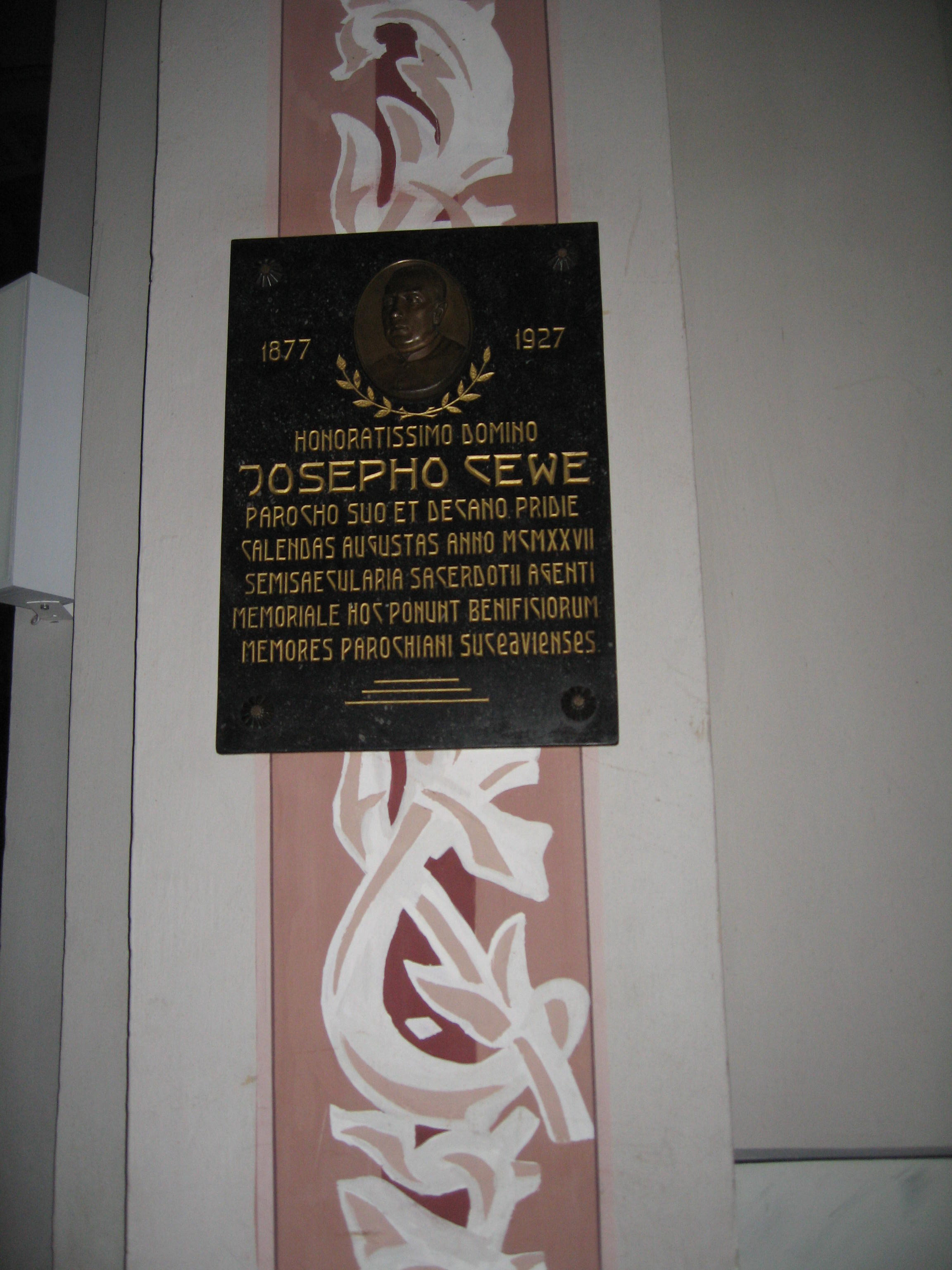
Placă în memoria preotului Joseph Cewe

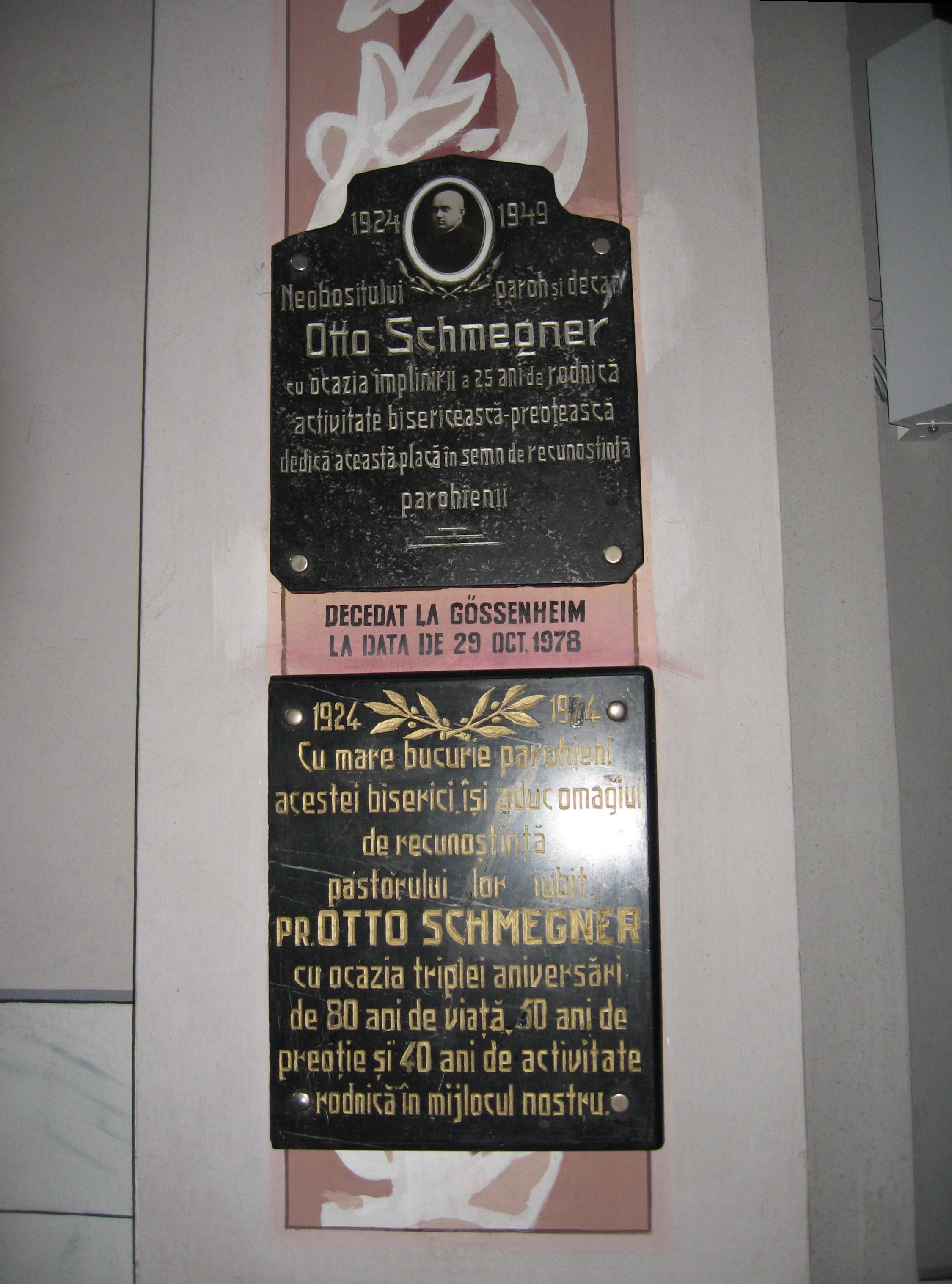
Plăci în memoria preotului Otto Schmegner

În biserică sunt amplasate cinci plăci memoriale din marmură neagră, una în limba latină și patru în limba română, în semn de recunoștință pentru activitatea unor parohi ai acestei biserici. 
Cele cinci plăci sunt dedicate următorilor preoți-parohi:
- Prima placă cinstește memoria pr. Iosif Cewe și a fost amplasată pe un stâlp de pe partea dreaptă a bisericii în anul 1927, la aniversarea a 50 ani de preoție a fostului paroh și decan. Ea conține un basorelief cu imaginea preotului și următoarea inscripție cu litere aurii, în limba latină: "1877-1927 Honoratissimo domino Josepho Cewe parocho suo et decano, pridie calendas augustas anno MCMXXVII semisaecularia sacerdotii agenti memoriale hoc ponunt benificiorum memores parochiani suceavienses.", a cărei traducere aproximativă în limba română este: "1877-1927 Preaonoratului domn Josepho Cewe, paroh al acesteia și decan, în data de 31 iulie 1927, în amintirea semicentenarului preoției sale, îi pun aceasta spre amintire parohienii suceveni.".
- Preotului Otto Schmegner i s-au dedicat două plăci de marmură neagră, amplasate una sub alta pe același pilon, în partea stângă a bisericii. Placa de sus a fost amplasată în 1949 cu prilejul aniversării a 25 ani de preoție a parohului sus-menționat și conține o fotografie a preotului însoțită de următoarea inscripție cu litere argintii: "1924-1949 Neobositului paroh și decan Otto Schmegner cu ocazia împlinirii a 25 de ani de rodnică activitate bisericească-preoțească dedică această placă în semn de recunoștință parohienii". Placa de jos a fost amplasată în 1974 la aniversarea a 80 ani de viață, 50 de ani de preoție și 40 ani de activitate în Parohia Suceava a preotului Otto Schmegner. Ea conține următoarea inscripție cu litere aurii: "1924-1974 Cu mare bucurie parohieni acestei biserici își aduc omagiul de recunoștință păstorului lor iubit. PR. OTTO SCHMEGNER cu ocazia triplei aniversări de 80 ani de viață, 50 de ani de preoție și 40 ani de activitate rodnică în mijlocul nostru.". Între cele două plăci, pe stâlp, a fost pictată cu vopsea neagră următoarea inscripție: "Decedat la Gössenheim la data de 29 oct. 1978".
- În amintirea parohului Dumitru Patrașcu s-a amplasat o placă de granit negru sub placa parohului Iosif Cewe, pe un stâlp din partea dreaptă a bisericii. Pe ea se află o reproducere a unei fotografii a preotului, înconjurată de următoarele cuvinte: "+ "Eu sunt învierea și viața. Cel care crede în mine, chiar dacă moare, va trăi." (In. 11,25) pr. DUMITRU PATRAȘCU n. 11.04.1937 - d. 23.12.2007 Paroh de Suceava Decan de Bucovina 01.06.1990-01.09.2006 Requiescat in pace".
- Tot pe un stâlp din partea dreaptă a bisericii, față în față cu plăcile parohilor Cewe și Patrașcu, s-a amplasat o altă placă de granit negru în amintirea parohului Ștefan Babiaș, care a decedat chiar în această biserică. Pe ea se află o reproducere a unei fotografii a preotului, înconjurată de următoarele cuvinte: "+ "Acolo unde sunt eu va fi și cel care mă slujește. Dacă îmi slujește cineva, Tatăl îl va cinsti" (In. 11,26) pr. ȘTEFAN BABIAȘ n. 29.04.1960 - d. 21.03.2010 Paroh de Suceava Decan de Bucovina 01.09.2006-21.03.2010 Requiescat in pace".

## Crucea comemorativă

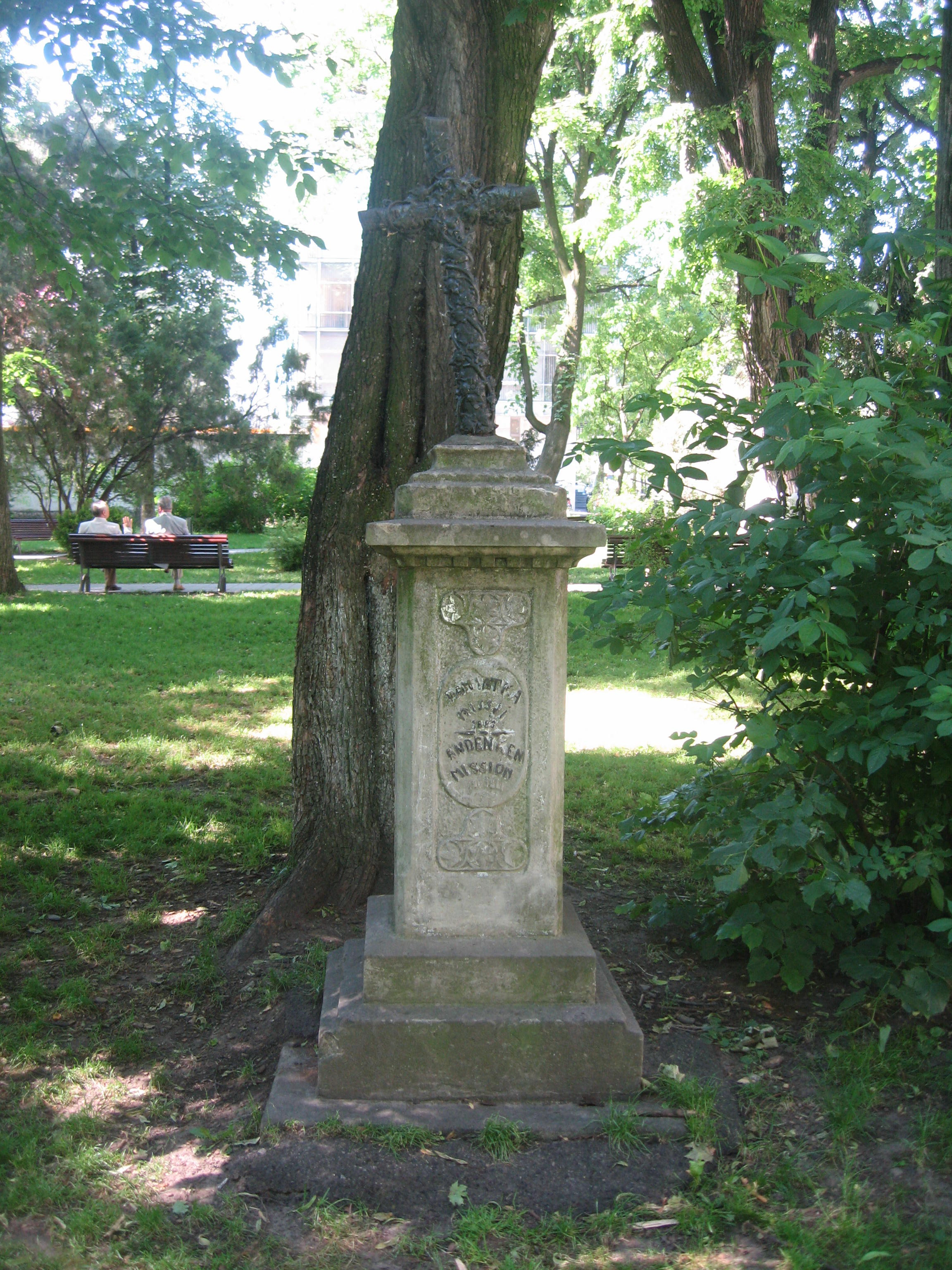
Crucea comemorativă a misiunii din 1883

În partea dreaptă a bisericii, la mică distanță de ziduri, se află o cruce de fontă pe un postament de piatră, pe care se află următoarea inscripție în limbile poloneză și germană: "PAMIATKA MISSJI 1883 ANDENKEN MISSION" ("În amintirea misiunii din 1883"). Ea a fost amplasată în semn de amintire a exercițiilor spirituale din 1883.

## Statuia Papei Ioan Paul al II-lea

Statuia Papei Ioan Paul al II-lea, amplasată în piațeta din fața bisericii

În anul 2007, Decanatul Catolic din Bucovina, prin Parohia Romano-Catolică Suceava, s-a adresat Primăriei municipiului Suceava cu intenția de a amenaja o piațetă și a amplasa Statuia Papei Ioan Paul al II-lea în zona bisericii. Statuia a fost realizată cu ocazia împlinirii a 10 ani de la vizita istorică a Papei Ioan Paul al II-lea în România în mai 1999.
În ziua de duminică, 17 mai 2009, de hramul bisericii, în prezența a 18 preoți, a președintelui CJ Suceava, Gheorghe Flutur, a primarului Ion Lungu, a deputatului Ghervazen Longher și a sute de credincioși, episcopul romano-catolic de Iași, Petru Gherghel, a oficiat ceremonia de dezvelire a statuii fostului Suveran Pontif, Sanctitatea Sa Papa Ioan Paul al II-lea. 
Cu acest prilej, episcopul Petru Gherghel a afirmat următoarele: "Mă bucur astăzi, aici, în ziua hramului acestei comunități parohiale, să celebrăm un asemenea moment și să-l întâlnim aici, în spirit, pe Sfântul Părinte. Mă bucur că el rămâne în amintirea noastră și va sta aici. Sfântul Părinte papa Ioan Paul al II-lea a fost informat de nenumărate ori despre România, despre Bucovina, despre Cacica și gândul lui s-a îndreptat des aici. Un vis al său se împlinește astăzi intrând în Bucovina, în Suceava, îndreptându-se spre Cacica, acolo unde este Maica Domnului, cea care ne unește pe toți: catolici, ortodocși, români, polonezi, ucraineni, credincioși de toate confesiunile". 
Statuia a fost amplasată în fața bisericii romano-catolice pe un soclu de beton care a fost îmbrăcat în marmură. Ea are o înălțime de 1,65 metri și este confecționată din fibră de sticlă. Cu acest prilej, piațeta din fața bisericii a primit denumirea de Piațeta Papa Ioan Paul al II-lea. Această statuie era, la momentul amplasării, singura statuie din România a Papei Ioan Paul al II-lea aflată într-un spațiu public. În România mai erau amplasate statui ale fostului Suveran Pontif, însă în interiorul sau în curțile unor biserici romano-catolice (la Nunțiatul Apostolic de la București și în curtea Bisericii "Sf. Tereza" din Iași). 

## Preoți
La această biserică au slujit următorii preoți-parohi: 
- pr. Franz (Francisc) Stieber - profesor de religie romano-catolică la Liceul din Suceava (1860-1863)
- pr. Iosif Franzel (n. 1 noiembrie 1810 - d. 6 mai 1896, Suceava) - paroh la Suceava și decan, înmormântat la Suceava
- pr. Josef Cewe (n. 1854 - d. 1928) - paroh și decan (1877-?), președinte de onoare al Societății Polone de Lectură din Suceava (1919-1923), înmormântat la Suceava
- pr. Josef Wolf (n. 22 decembrie 1859 - d. 18 iunie 1929) - A activat ca vicar la Rădăuți (8 august 1885 - 2 aprilie 1890) și la Cernăuți (1890-1892), apoi ca profesor de religie romano-catolică la Liceul din Suceava (1892-1925). A decedat și a fost înmormântat la Suceava.
- mons. Clemens Swoboda (n. 16 mai 1853, Gran, Ungaria - d. 31 ianuarie 1928, Cernăuți) - A fost sfințit preot la Lemberg, în data de 30 iulie 1876. A activat ca vicar la Cozmeni (20 august - 27 octombrie 1876), Gura Humorului (27 octombrie - 2 decembrie 1876), Cozmeni (2 decembrie 1876 - 20 septembrie 1879), Suceava (20 septembrie 1879 - mijlocul anului 1880) și Siret (mijlocul anului 1880 - 8 noiembrie 1883), capelan la Zastavna (8 noiembrie 1883 - 1 iulie 1889), paroh la Gura Humorului (1 iulie 1889 - 1902), paroh și decan la Suceava (1902 - 5 iunie 1904), paroh la Rădăuți (5 iunie 1904 - 9 iunie 1921), decan de Rădăuți (1 ianuarie 1907 - 9 iunie 1921), paroh de Cernăuți și Vicar General al Bucovinei (9 iunie 1921 - august 1924). În august 1924, fiind grav bolnav, a demisionat din toate funcțiile deținute. A murit la Cernăuți, unde a fost și înmormântat.

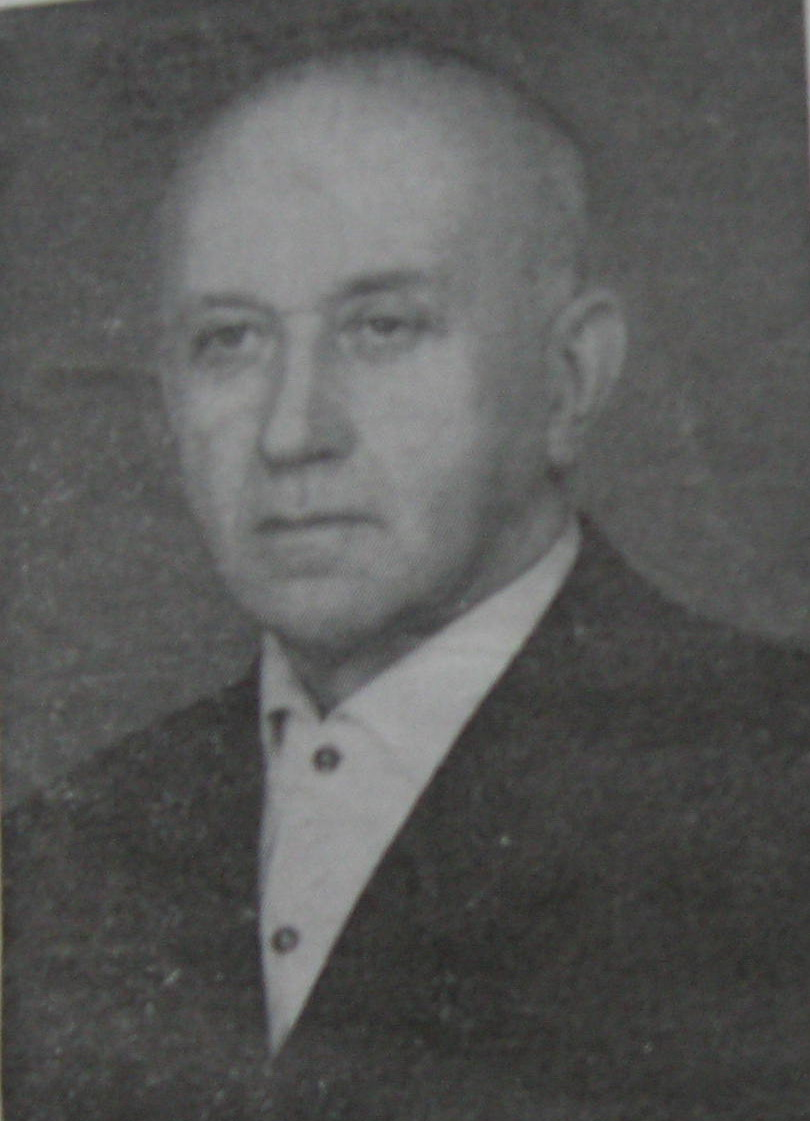
Preotul Otto Schmegner, care a slujit peste 40 de ani la Suceava

- pr. Otto Schmegner (n. 16 iulie 1894, Câmpulung Moldovenesc - d. 29 octombrie 1978, Gössenheim, RFG) - A fost hirotonit preot în 1924. A activat ca vicar parohial (1927-1929) și administrator parohial (1929-1931) la Rădăuți, paroh la Suceava (1934-1967), apoi preot emerit la Suceava. A fost înmormântat la Suceava.
- pr. Johann Proschinger, OFMConv. (n. 2 ianuarie 1925, Fălticeni) - A absolvit Școala generală de 6 clase din Rădăuți (1937), Seminarul Liceal Franciscan din Hălăucești (1943) și Institutul Teologic din Alba Iulia (1952). A fost sfințit preot la 26 octombrie 1952 de către episcopul Alexandru Cisar. A activat ca vicar la Oțeleni (1952-1955), Galați (1955-1956), Siret (1956), Huși (1956-1957) și Hălăucești (1957-1960), paroh la Cotnari (1960-1967), Suceava (1967-1990), Hălăucești (1990-1991), Galați (1991-2000), preot emerit la Suceava.
- pr. Dumitru Patrașcu (n. 11 aprilie 1937, Buruienești, județul Neamț - d. 23 decembrie 2007, Bacău) - A absolvit Institutul Teologic din Iași (1963), fiind sfințit preot la 21 aprilie 1963, la Alba-Iulia, de către episcopul Áron Márton. A activat ca vicar la Onești (1963-1964) și Iași (1964-1967), paroh la Horlești (1967-1975), vicar la Iași (1975), șef serviciu administrativ la Iași (1975-1977), paroh la Iași (1977-1979), paroh la Hălăucești (1979-1990), paroh la Suceava (1 iunie 1990 - 1 septembrie 2006), decan de Bucovina (1 decembrie 1990 - 16 martie 2005). A predat la Facultatea de Teologie pentru Laici la Suceava. A fost membru al Consiliului Prezbiteral (1990-2005) și consultor diecezan (2000-2005). După pensionare, a locuit la Valea Seacă. A fost înmormântat la Buruienești.
- pr. Ștefan Babiaș (n. 29 aprilie 1960, Baineț, județul Suceava - d. 21 martie 2010, Suceava) - A absolvit Școala generală de 10 clase la "C.N. Eudoxiu Hurmuzachi" din Rădăuți (1977), Școala de Cantori din Iași (1979) și Institutul Teologic din Iași (1986). A fost hirotonit preot la 29 iunie 1986, la Iași, de către episcopul Ioan Robu. A activat ca vicar la Rădăuți (1986-1988) și Iugani (1988-1989), paroh la Solonețu Nou (1989-1996), Gura Humorului (1996-2006) și Suceava (1 septembrie 2006 - 21 martie 2010), decan de Bucovina și membru al Consiliului Prezbiteral (15 martie 2005 - 21 martie 2010). A fost înmormântat la Siret.
- pr. Iosif Doboș (n. 9 decembrie 1941, Răchiteni, județul Iași) - A absolvit Școala generală de 7 clase la Butea (1955), Școala de Cantori la Iași (1959) și Institutul Teologic din Iași (1965). A fost sfințit preot la 29 iunie 1965, la Alba Iulia, de către episcopul Áron Márton. În perioada 1 iulie 1965 - 30 noiembrie 1968, a activat, fără numire, în diferite parohii: Răchiteni, Oțeleni, Iași și Nicolae Bălcescu (ianuarie - noiembrie 1968). A activat ca vicar la Iași (1 decembrie 1968 - 1 mai 1974), paroh la Rădăuți (1 mai 1974 - 1 februarie 1979), decan și paroh la Iași (1 februarie 1979 - 30 septembrie 1990), Rădăuți (1 octombrie 1990 - 31 august 2006), membru în Consiliul Prezbiteral și Colegiul Consultanților (de la înființare până în anul 2005), consilier economic la Episcopia de Iași (1 septembrie 2006 - 31 mai 2007), administrator parohial la Vatra Dornei (1 iunie 2007 – 1 septembrie 2009), preot pensionar la Rădăuți (1 septembrie 2009 – 1 mai 2010), decan onorific de Bucovina și consilier episcopal (din 2009), paroh de Suceava (1 mai - 1 septembrie 2010) și decan de Bucovina (1 mai – 1 octombrie 2010). Din septembrie 2010 este din nou preot pensionar la Rădăuți.
- pr. Iosif Păuleț (n. 17 octombrie 1954, Tămășeni, județul Neamț) - A absolvit Școala generală de 8 clase la Tămășeni (1969), Școala de Cantori la Iași (1973) și Institutul Teologic din Iași (1979). A fost sfințit preot la 29 iunie 1979, la Iași, de către episcopul Antal Jakab. A activat ca vicar la Oțeleni (1979-1980), Pildești (1980-1982), Iugani (1982) și Roman (1982-1983), paroh la Schineni (1983-1987) și Cireșoaia (1987-1991), spiritual la Seminarul din Iași (1991-1994), spiritual la Seminarul din Bacău (1994-1996), paroh de Onești și decan de Trotuș (1996–2010), paroh de Suceava (1 septembrie 2010 - 6 iulie 2019) și decan de Bucovina (1 octombrie 2010 - 6 iulie 2019).
- pr. Ciprian Antălucă (n. 7 mai 1978, Tămășeni, județul Neamț) - paroh de Suceava și decan de Bucovina (1 septembrie 2019 - )

## Imagini

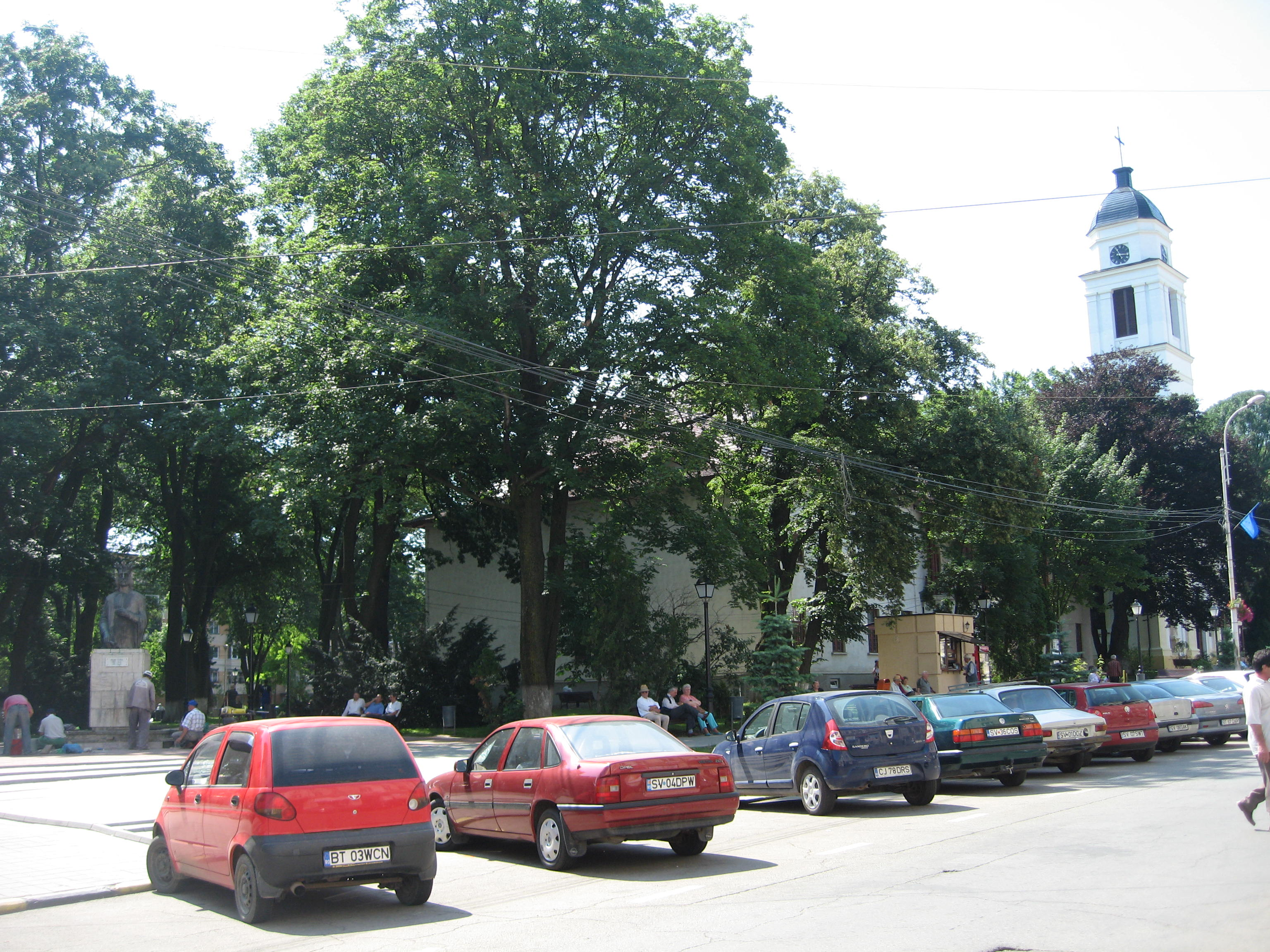
Turnul bisericii văzut din Strada Ștefan cel Mare
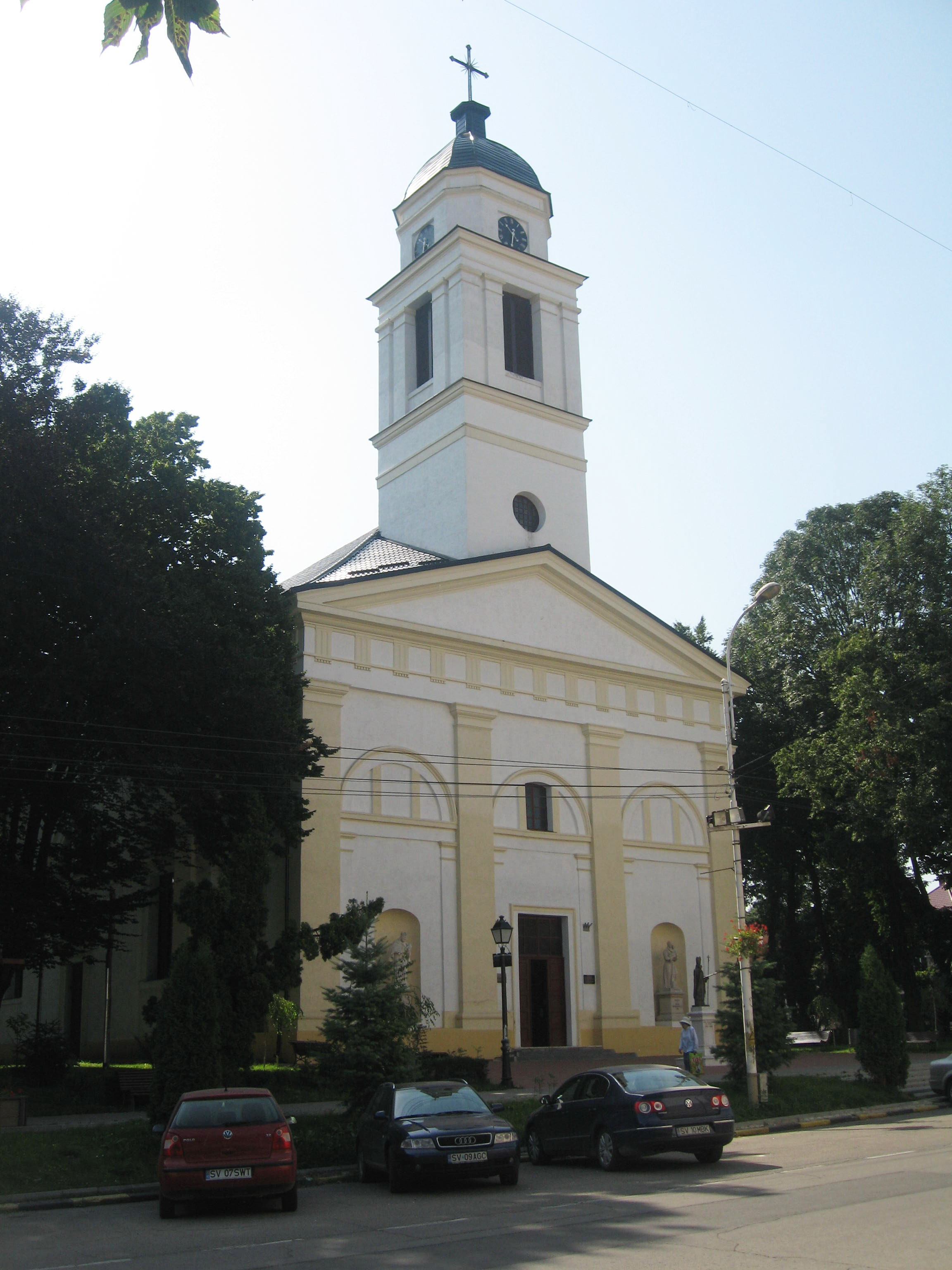
Biserica Sfântul Ioan Nepomuk
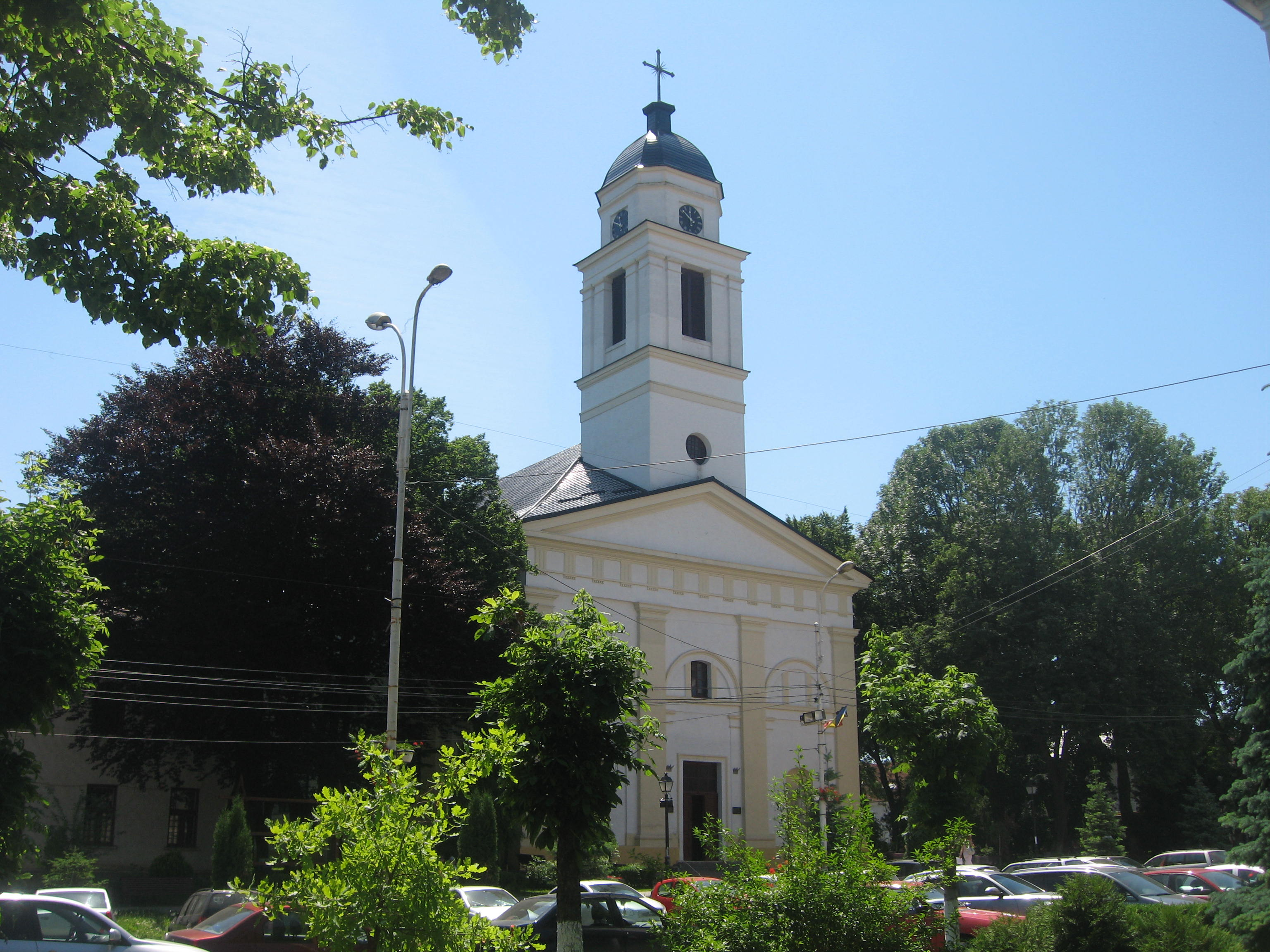
Biserica Sfântul Ioan Nepomuk
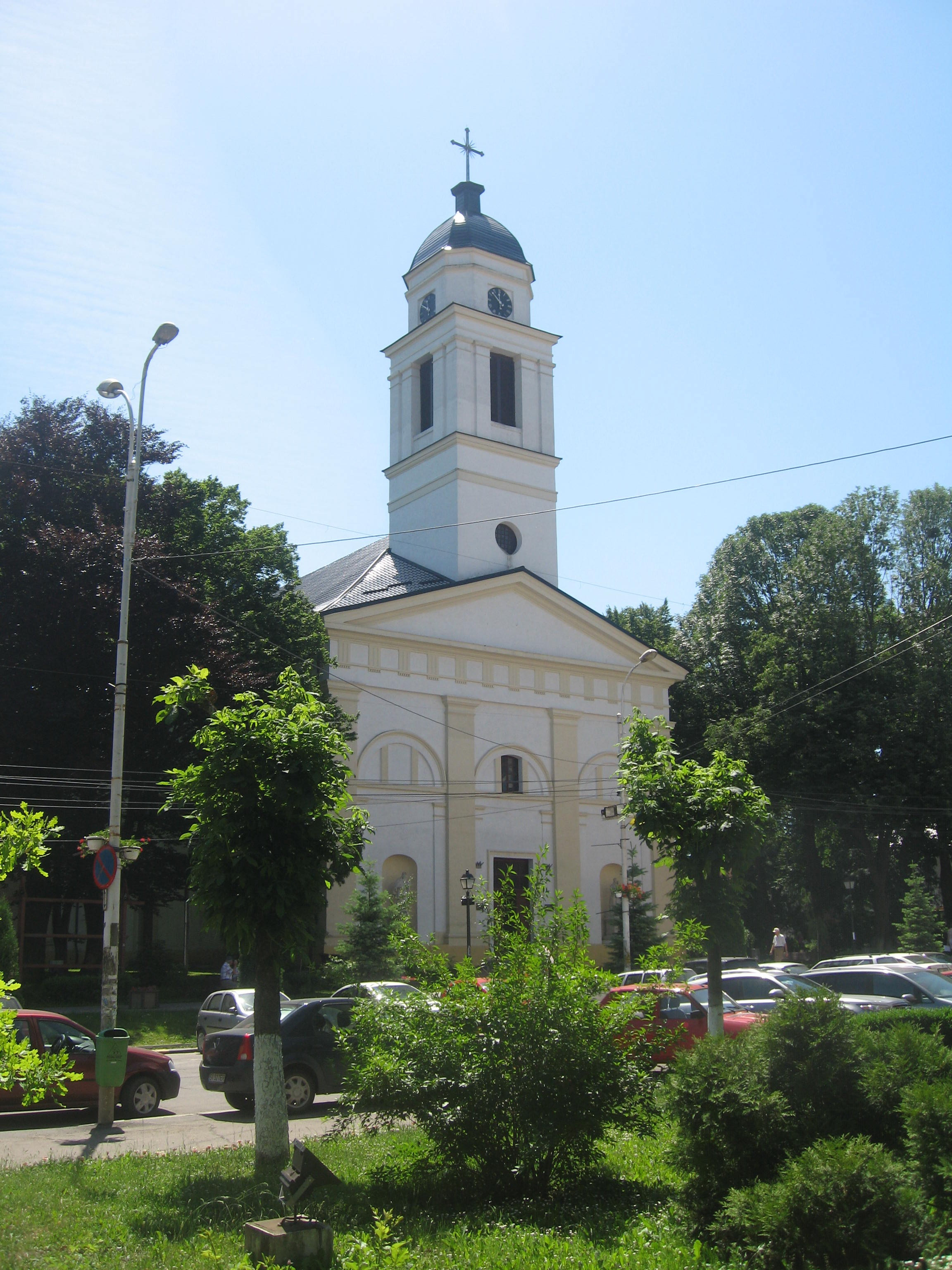
Biserica Sfântul Ioan Nepomuk
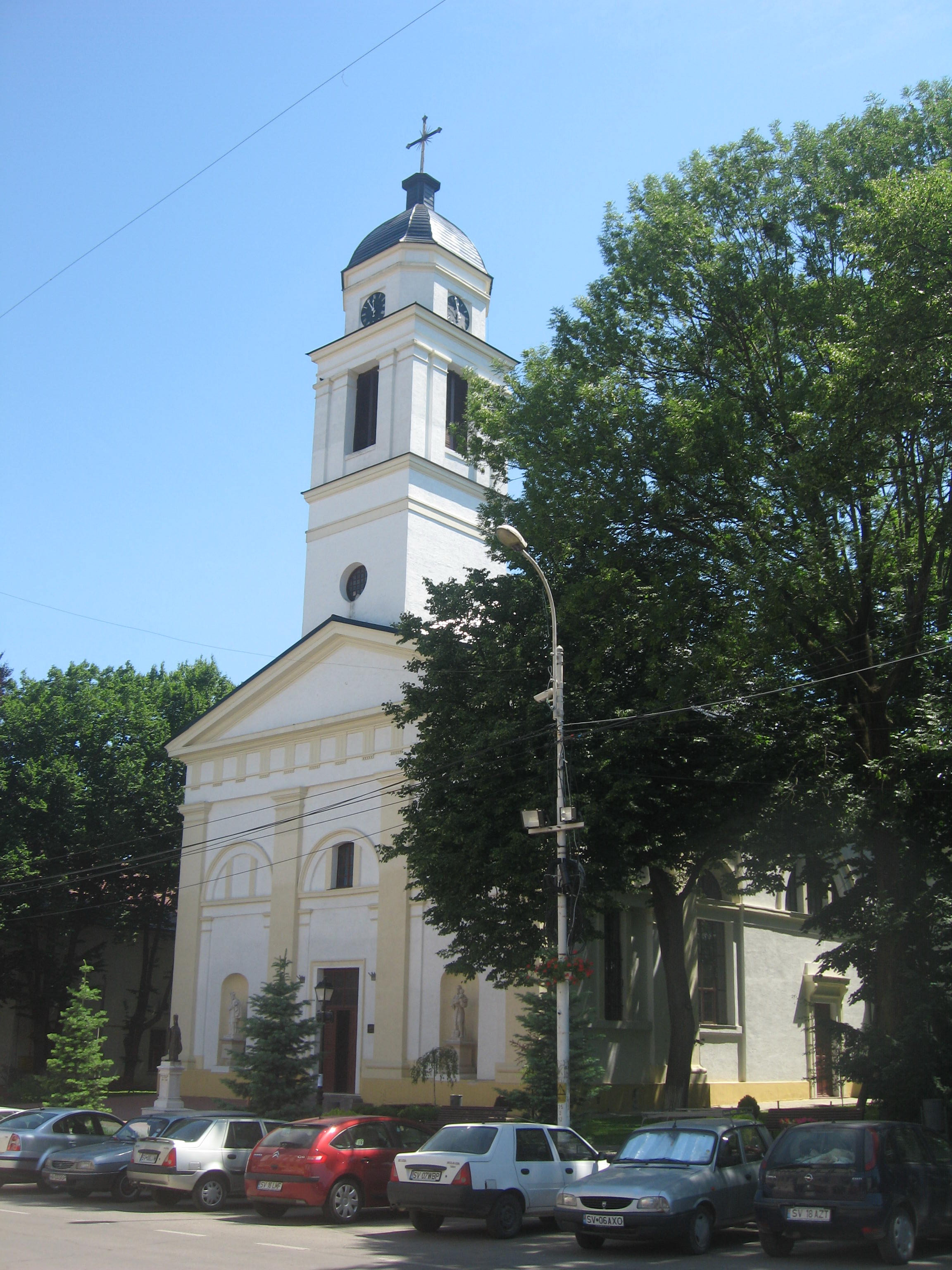
Biserica Sfântul Ioan Nepomuk
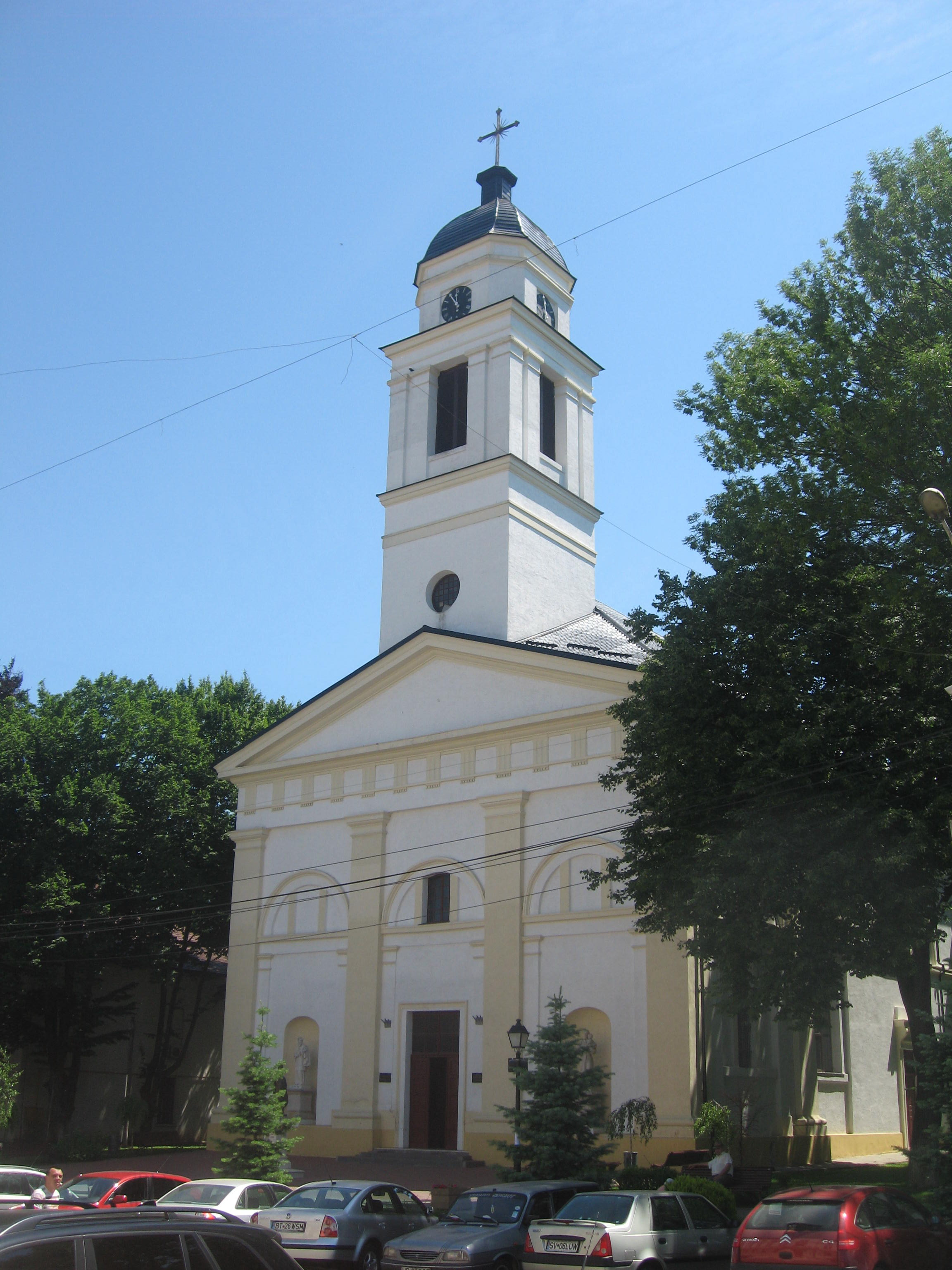
Biserica Sfântul Ioan Nepomuk
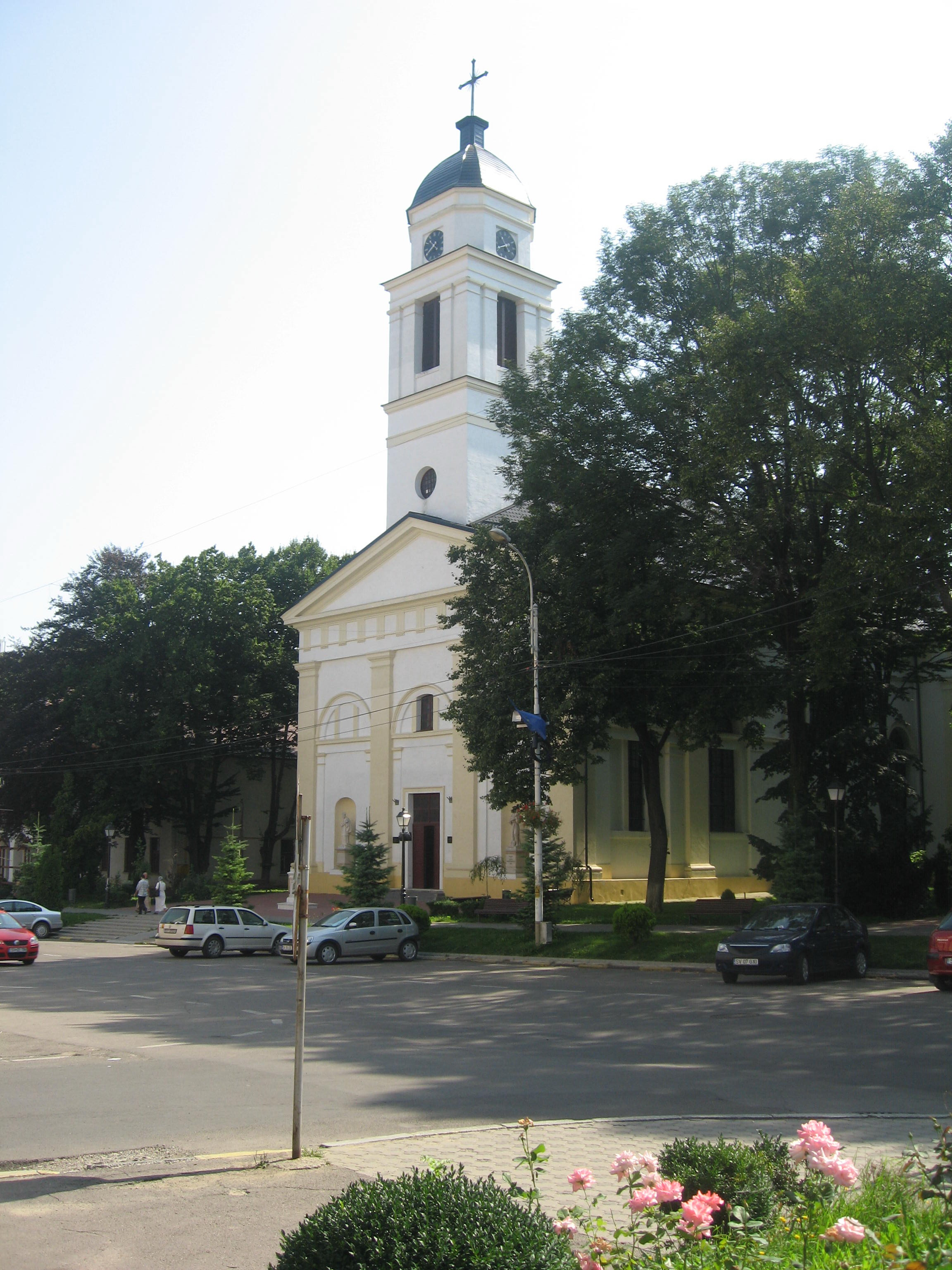
Biserica Sfântul Ioan Nepomuk
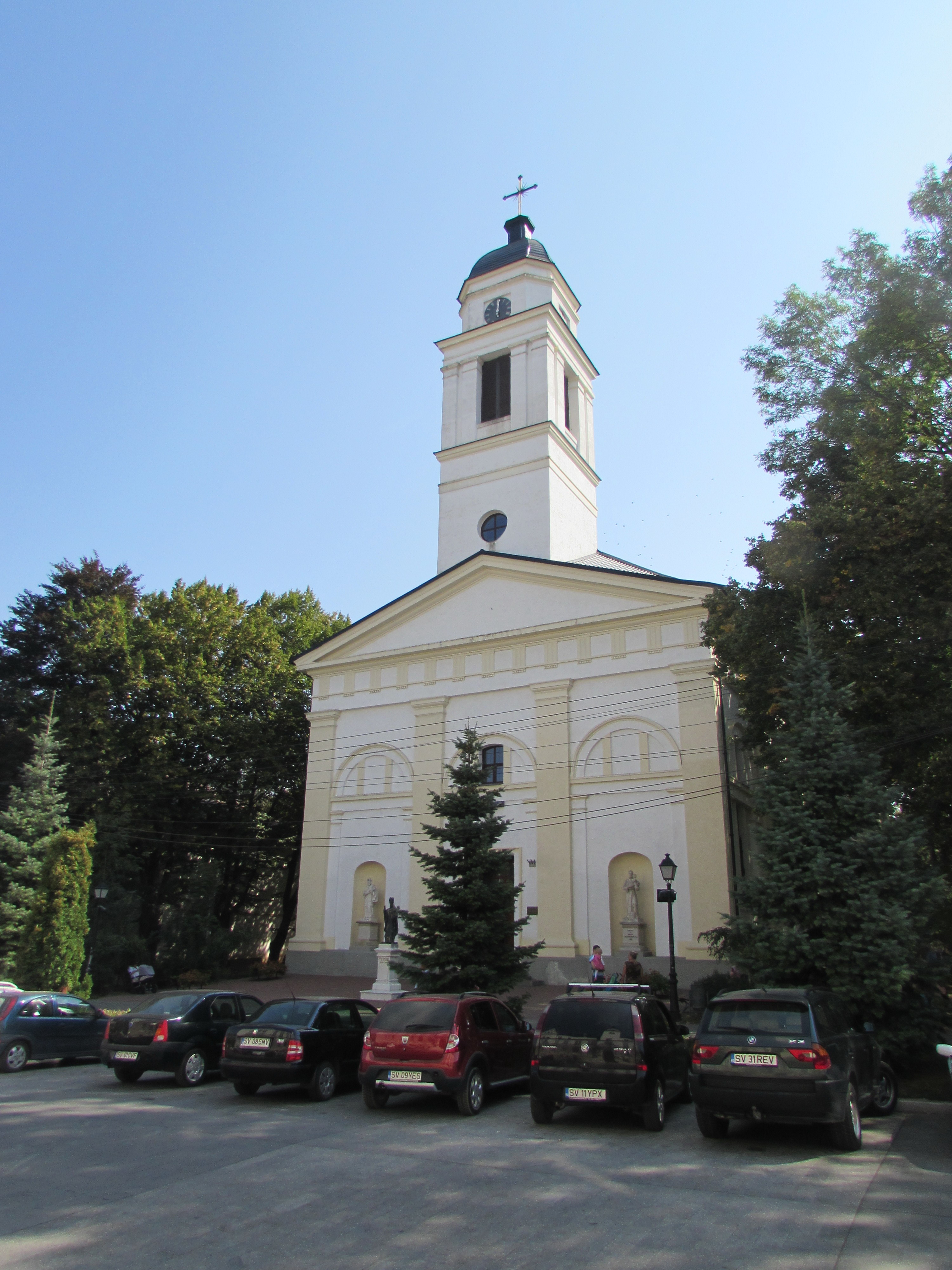
Biserica Sfântul Ioan Nepomuk
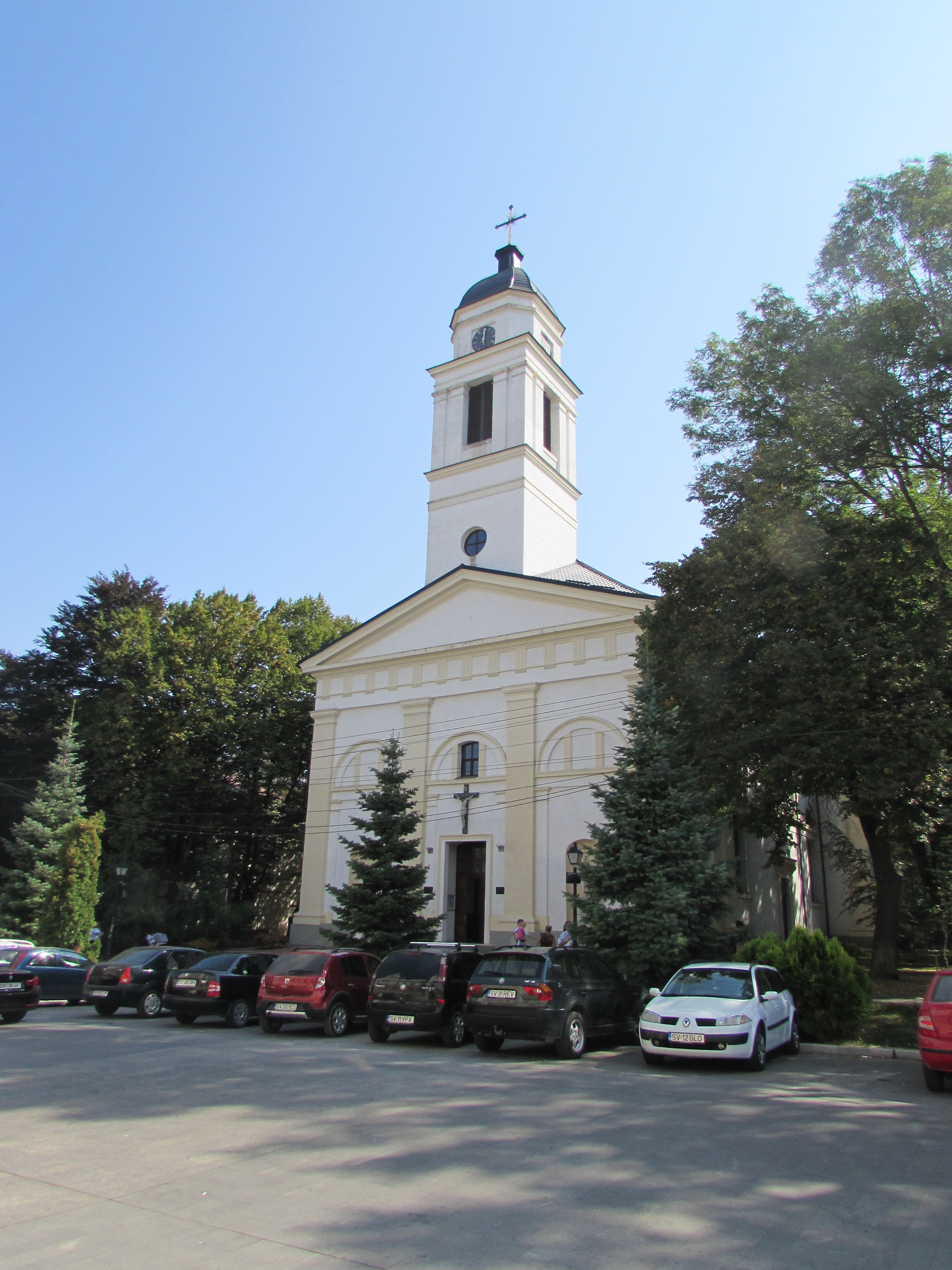
Biserica Sfântul Ioan Nepomuk
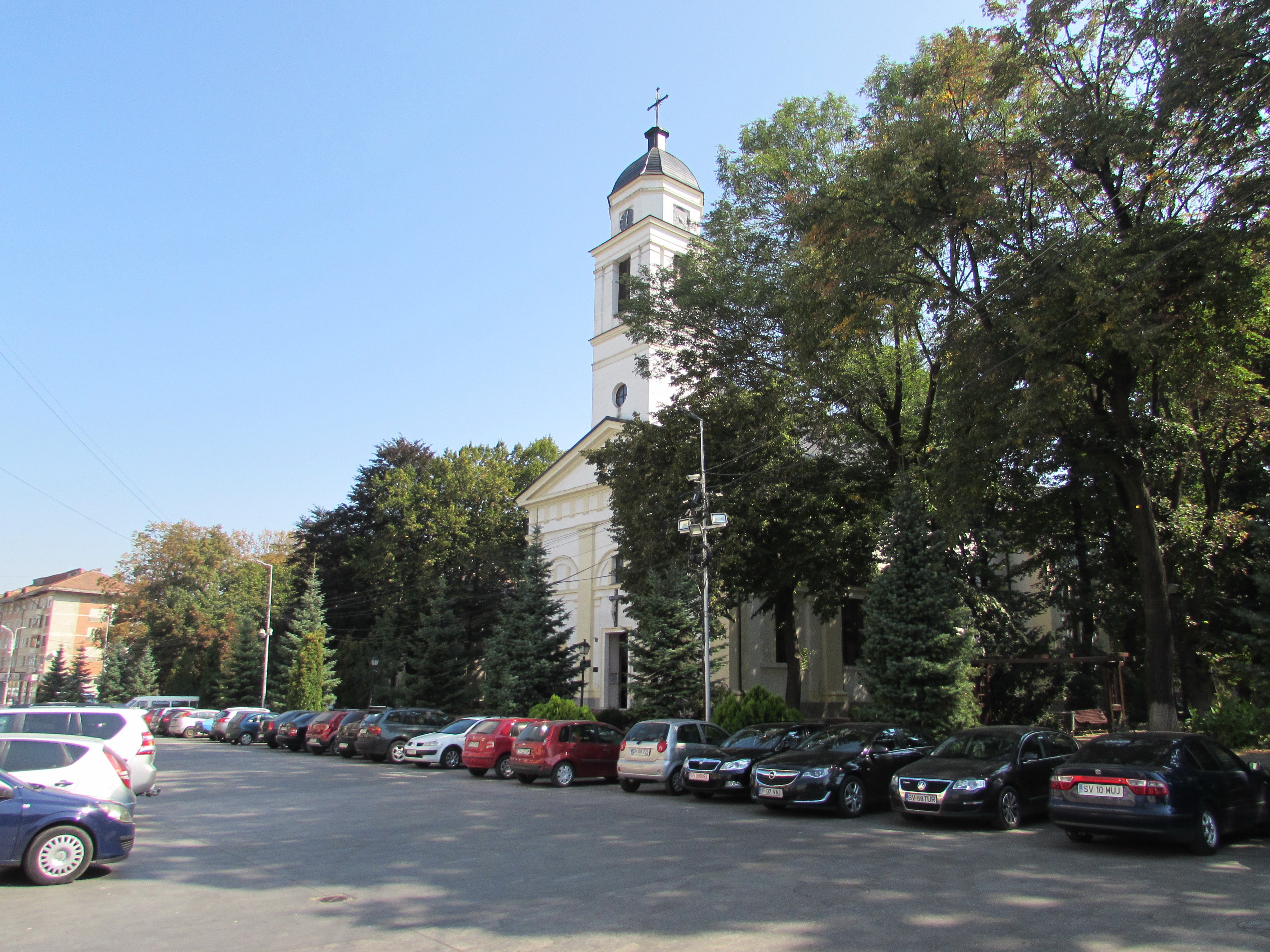
Biserica Sfântul Ioan Nepomuk
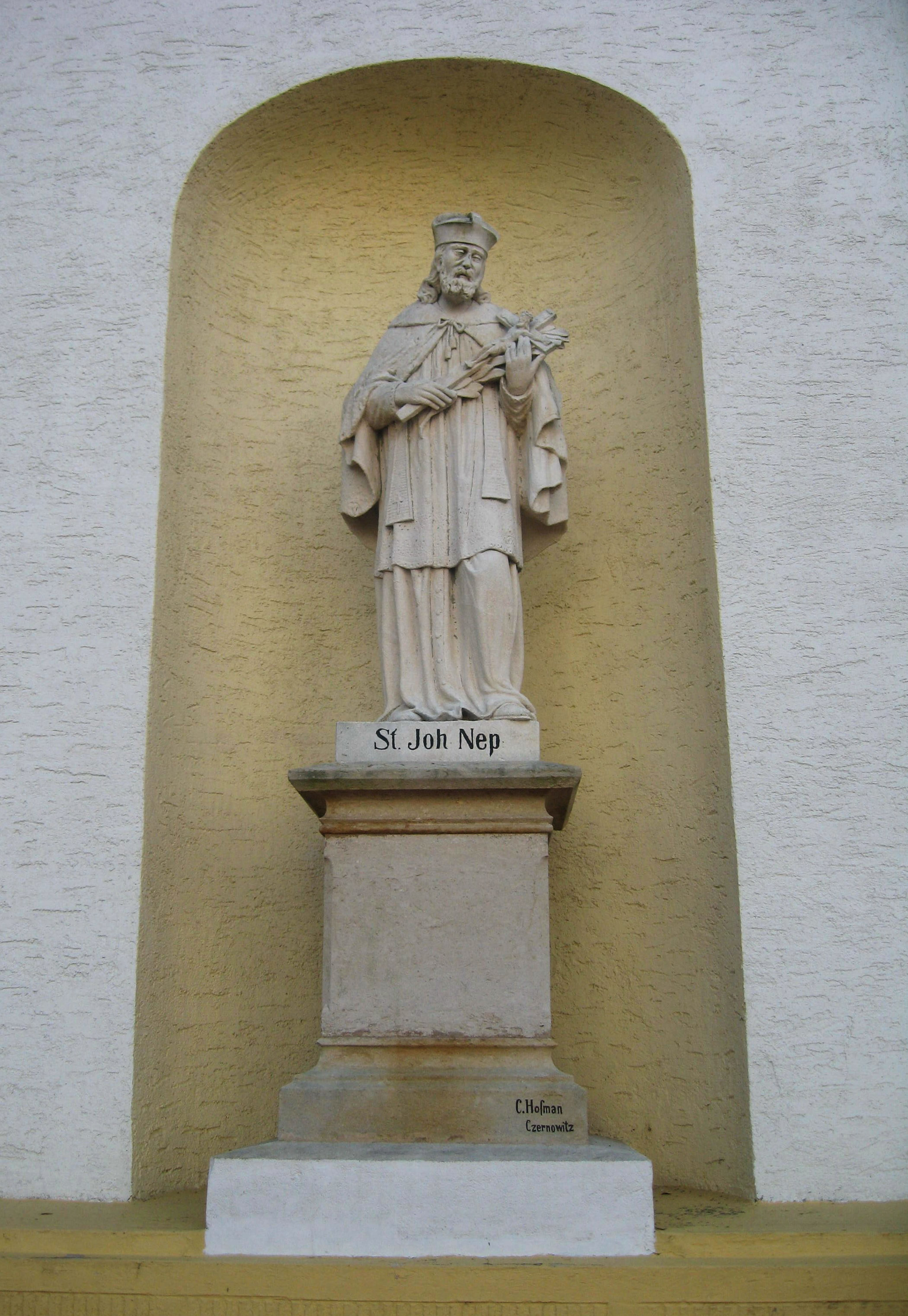
Statuia Sfântului Ioan Nepomuk, aflată în nișa din stânga intrării principale în biserică, realizată de C. Hofman din Cernăuți
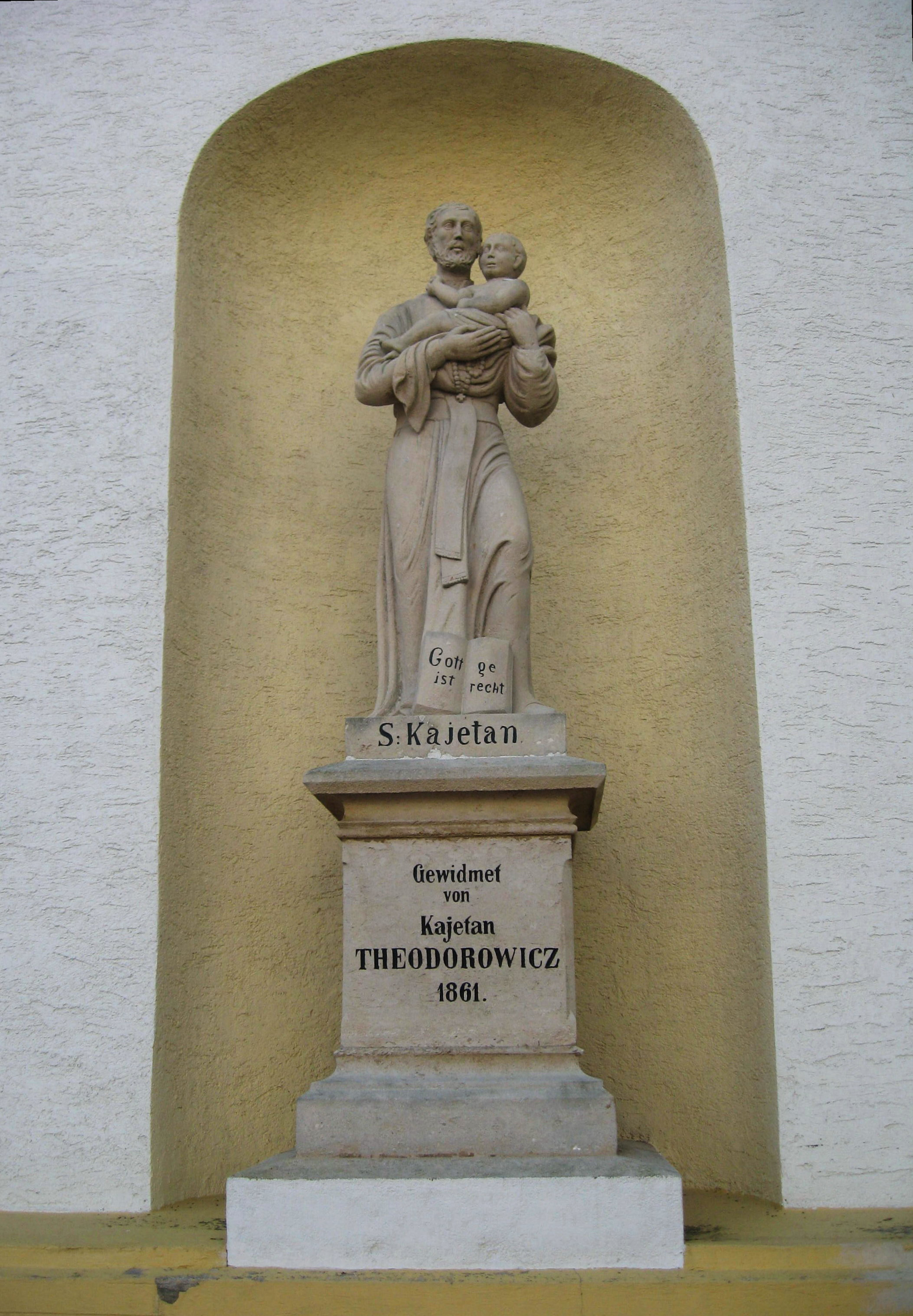
Statuia Sfântului Caietan, aflată în nișa din dreapta intrării principale în biserică, donată de Kajetan Theodorowicz în 1861
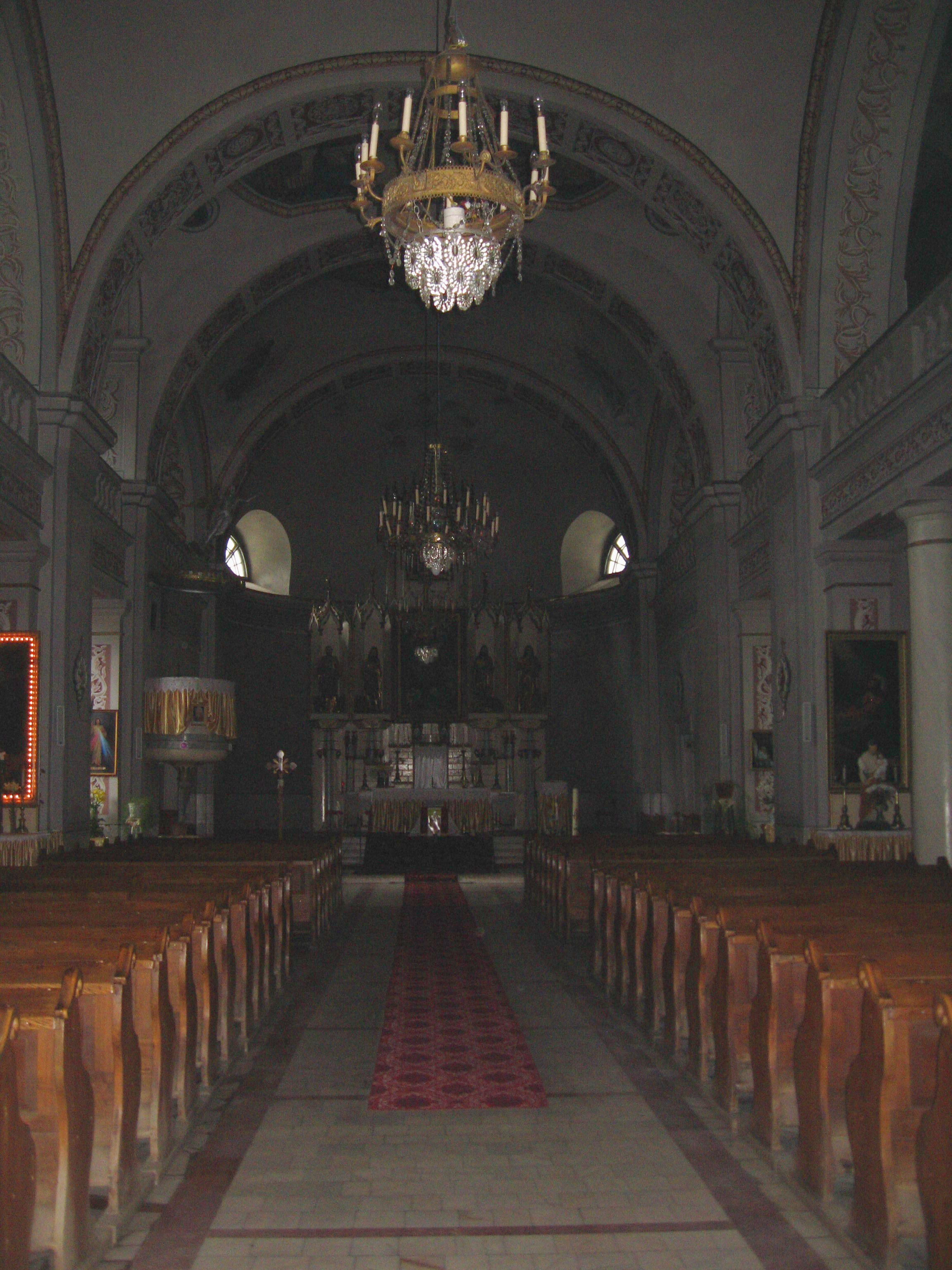
Interiorul bisericii - naosul și altarul
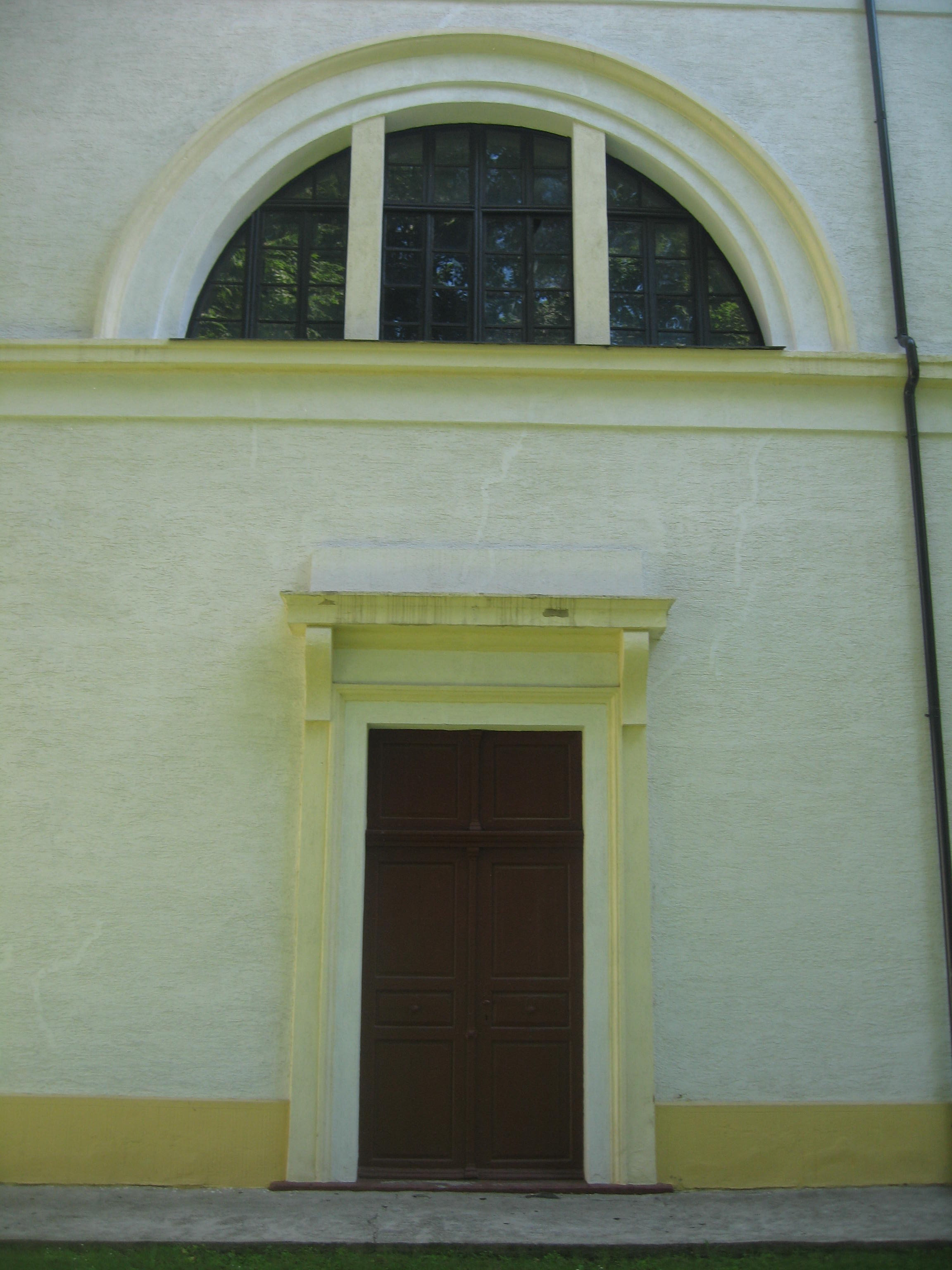
Intrarea în biserică de pe latura sudică
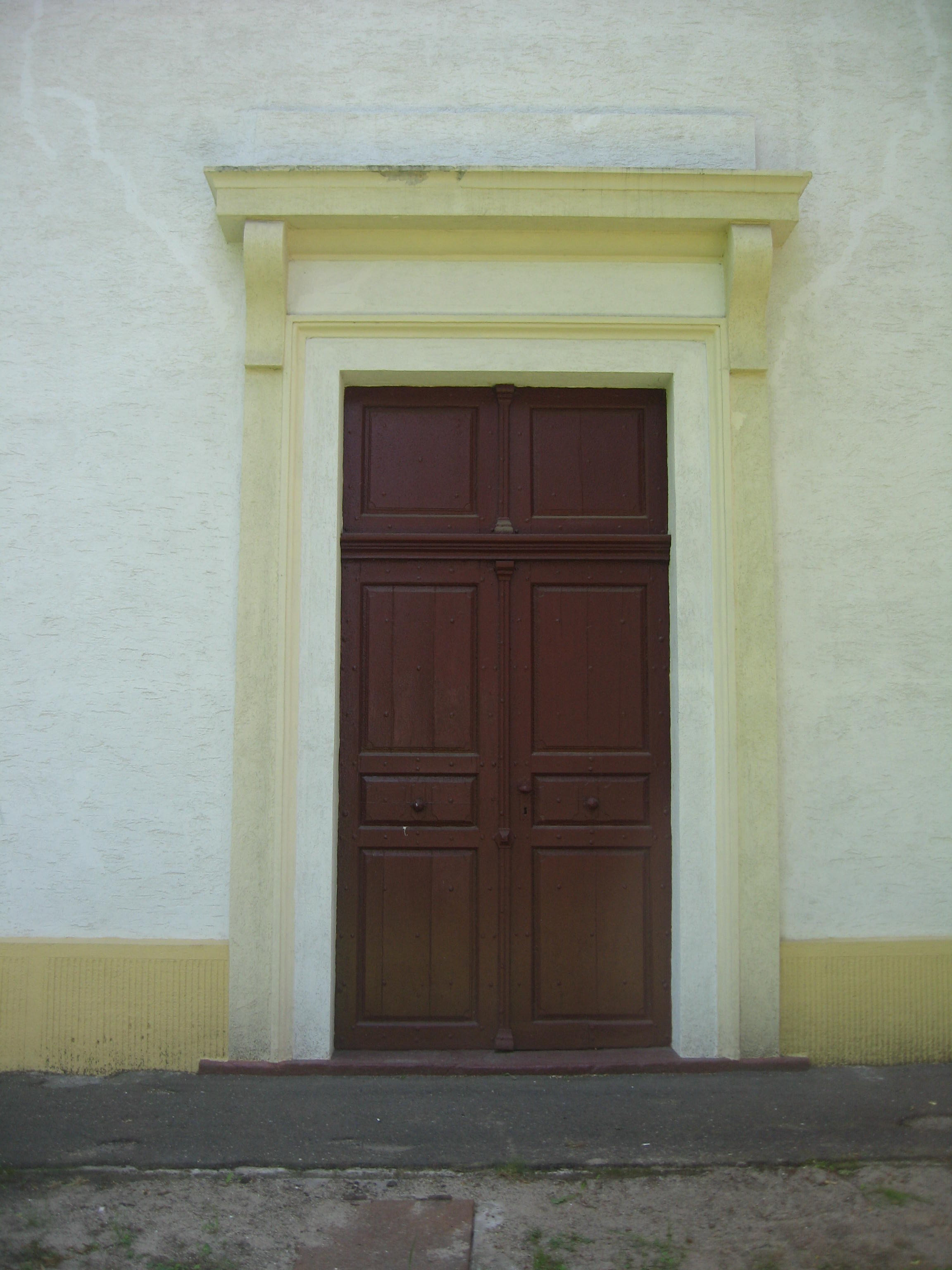
Intrarea în biserică de pe latura sudică
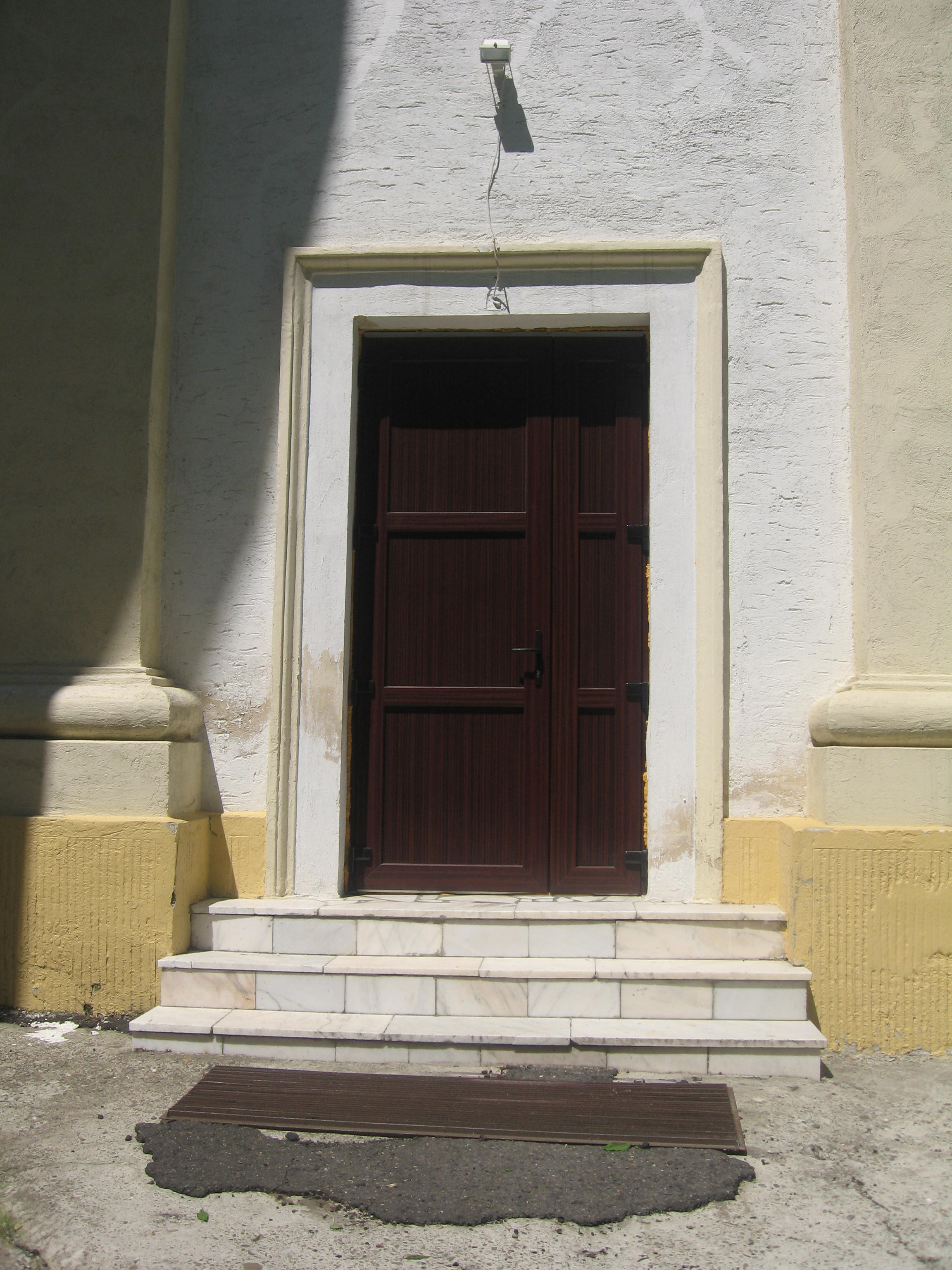
Intrarea în biserică de pe latura nordică
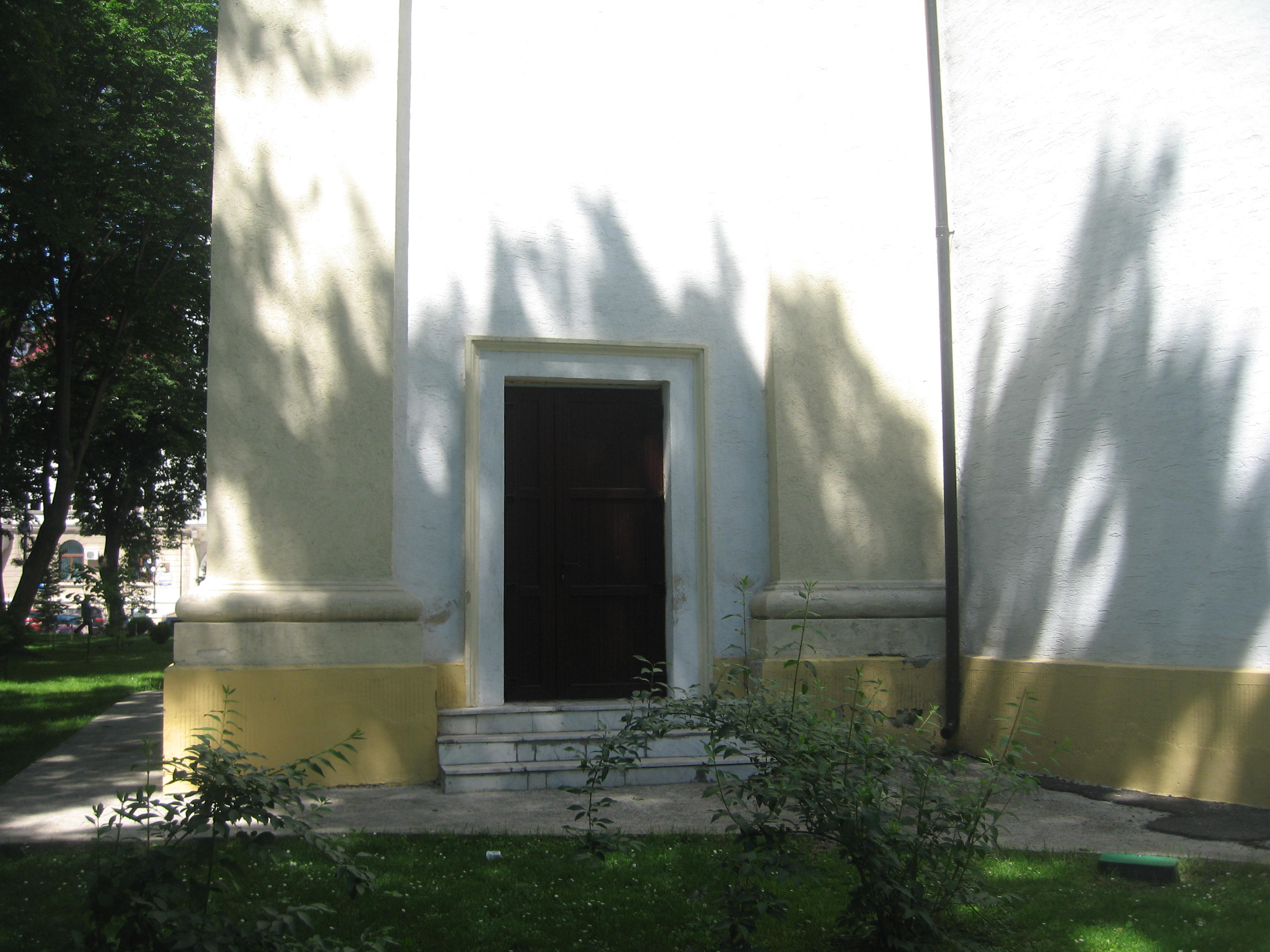
Intrarea în biserică de pe latura estică
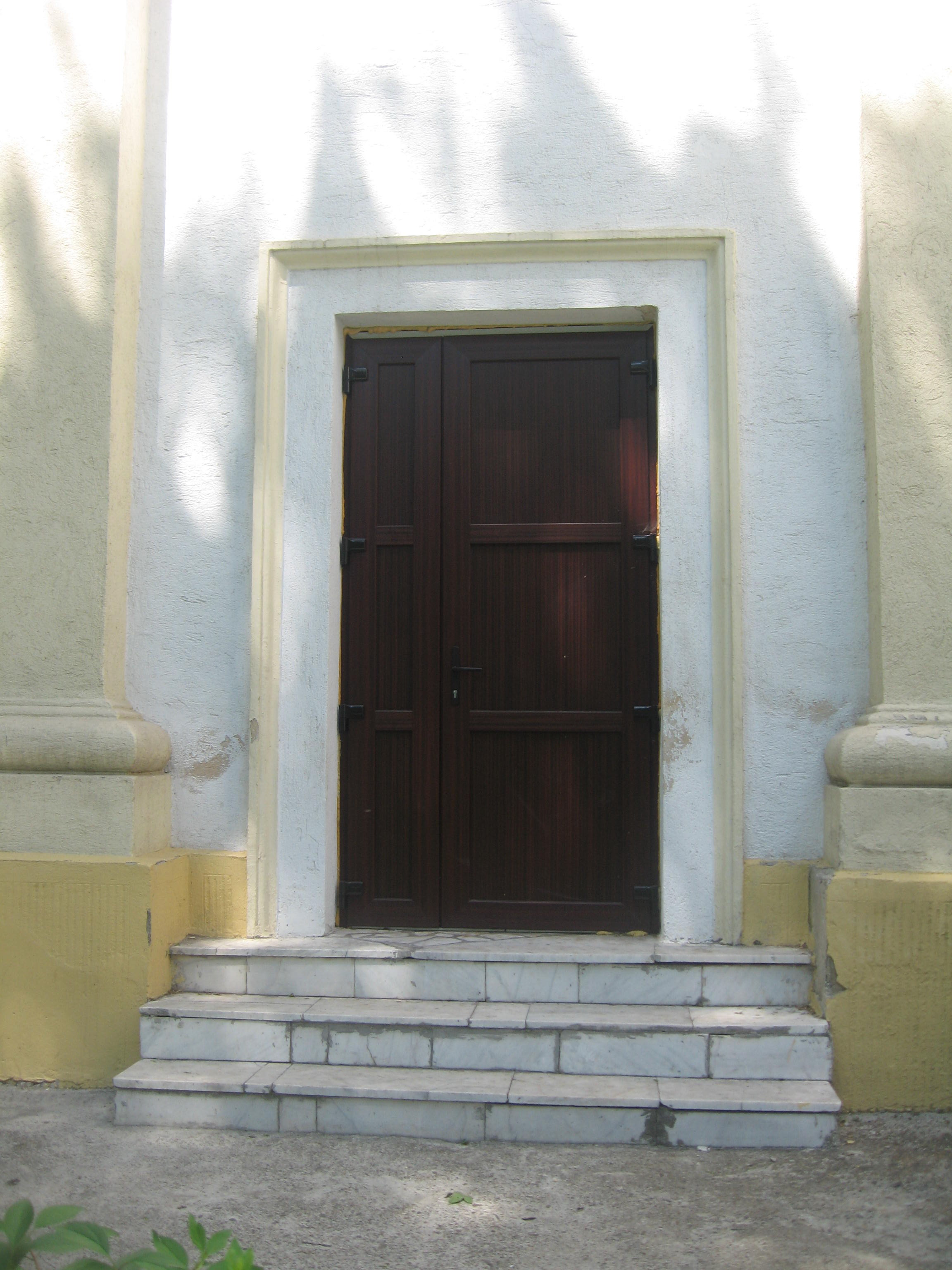
Intrarea în biserică de pe latura estică
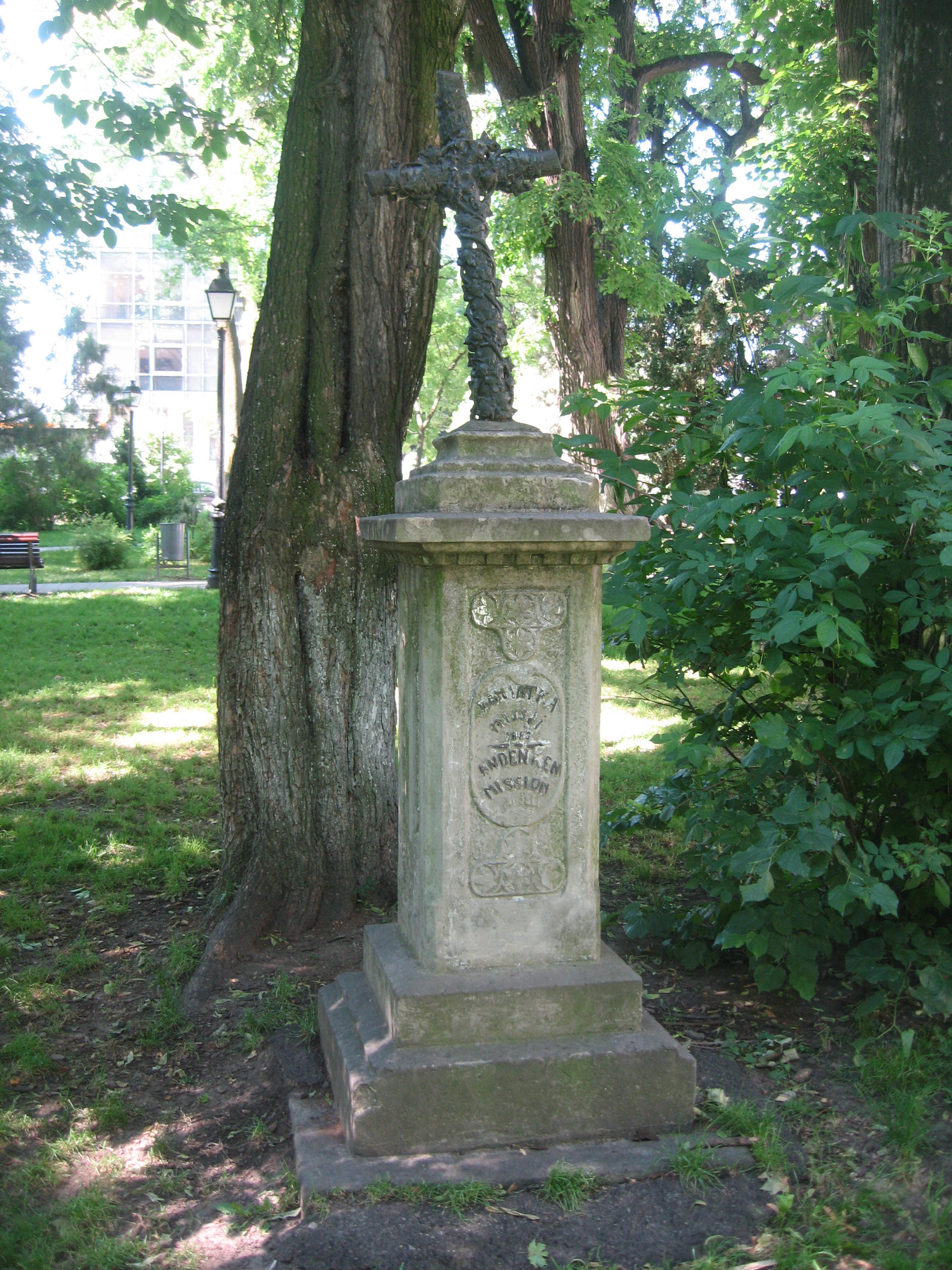
Crucea comemorativă a misiunii din 1883 în curtea bisericii
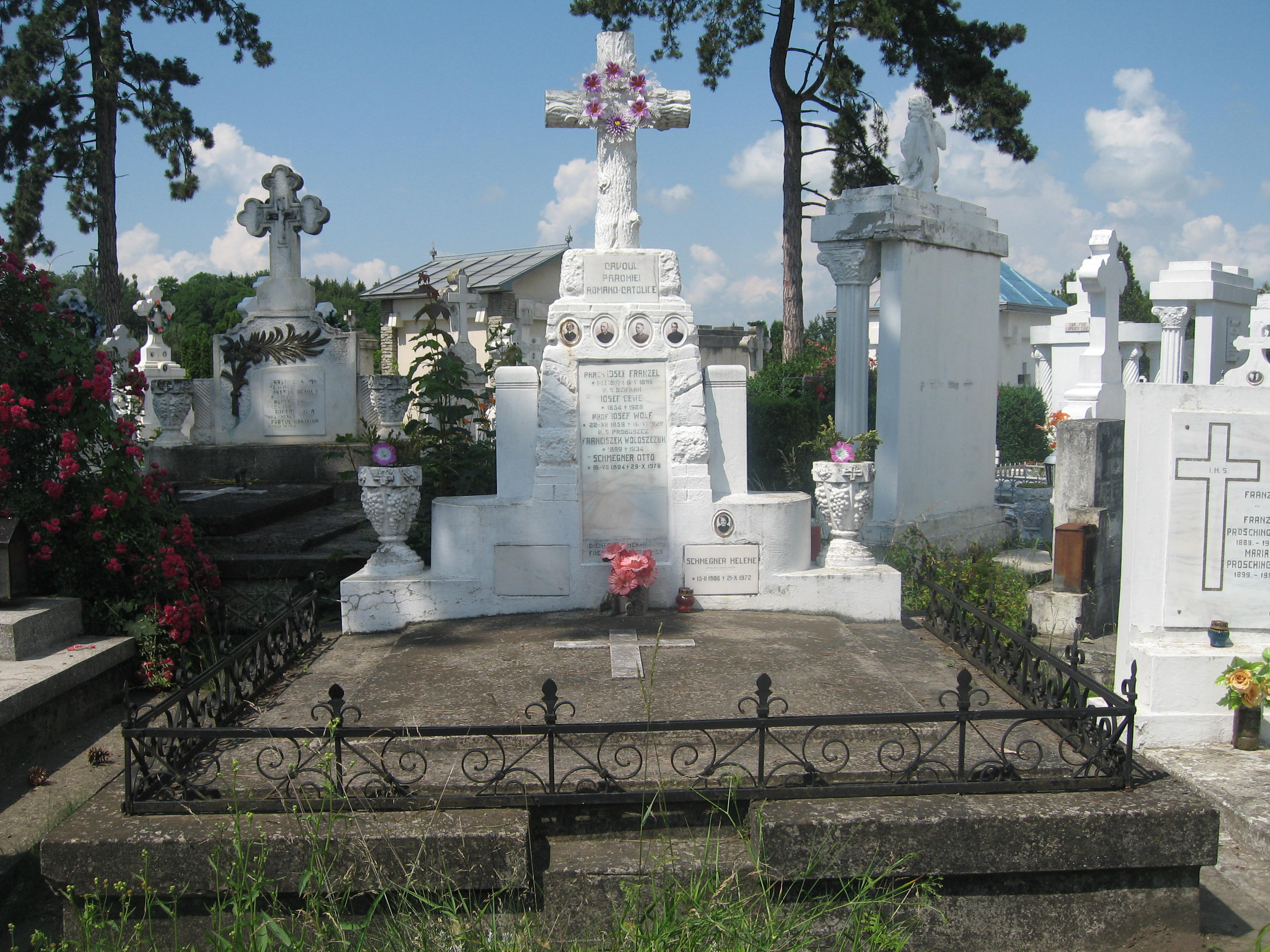
Cavoul Parohiei romano-catolice în Cimitirul Pacea
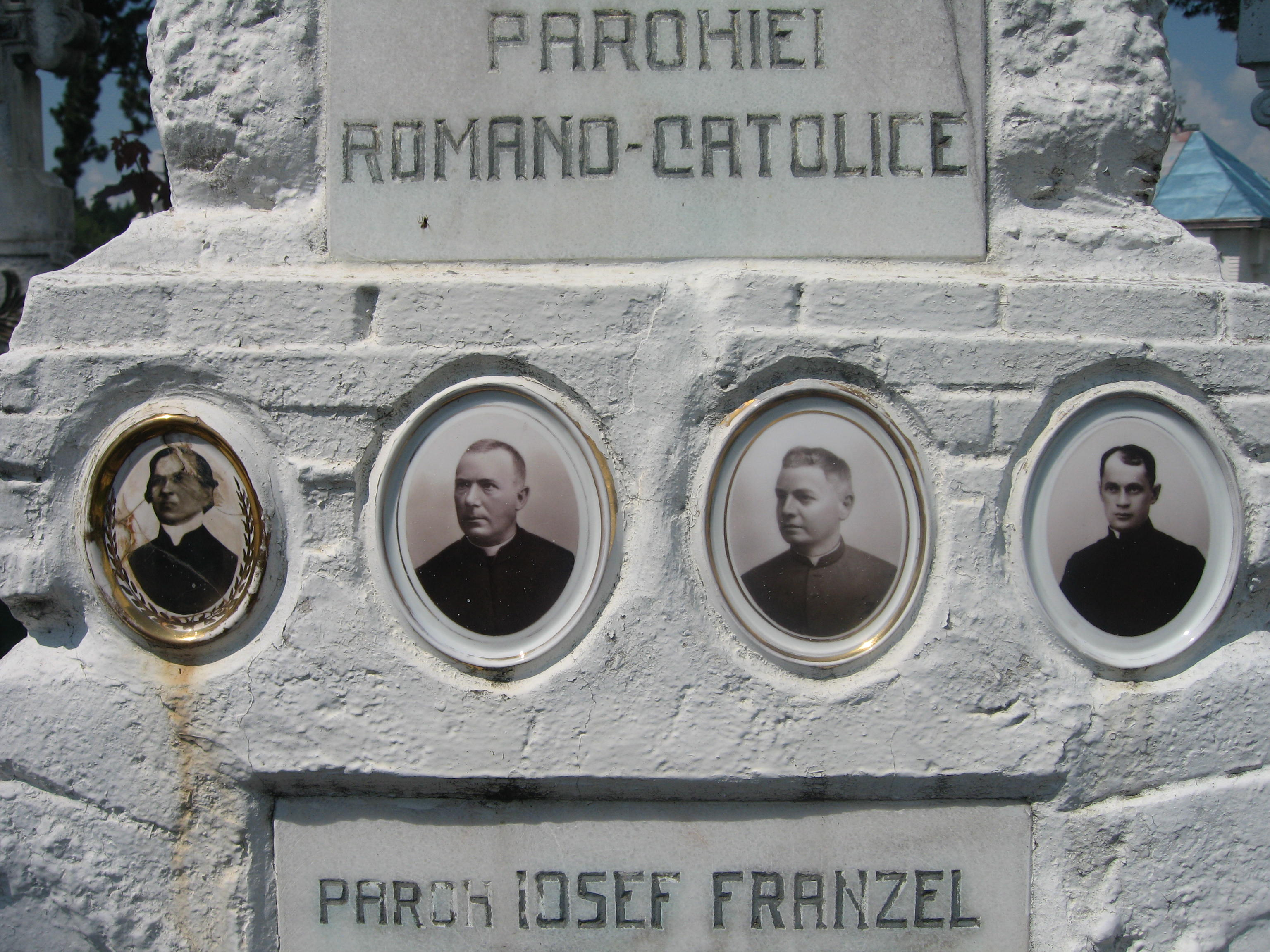
Fotografii a patru preoţi din Parohia Suceava: Iosef Franzel, Iosef Cewe, prof. Iosef Wolf și Franciszek Woloszczuk